# 九州新幹線

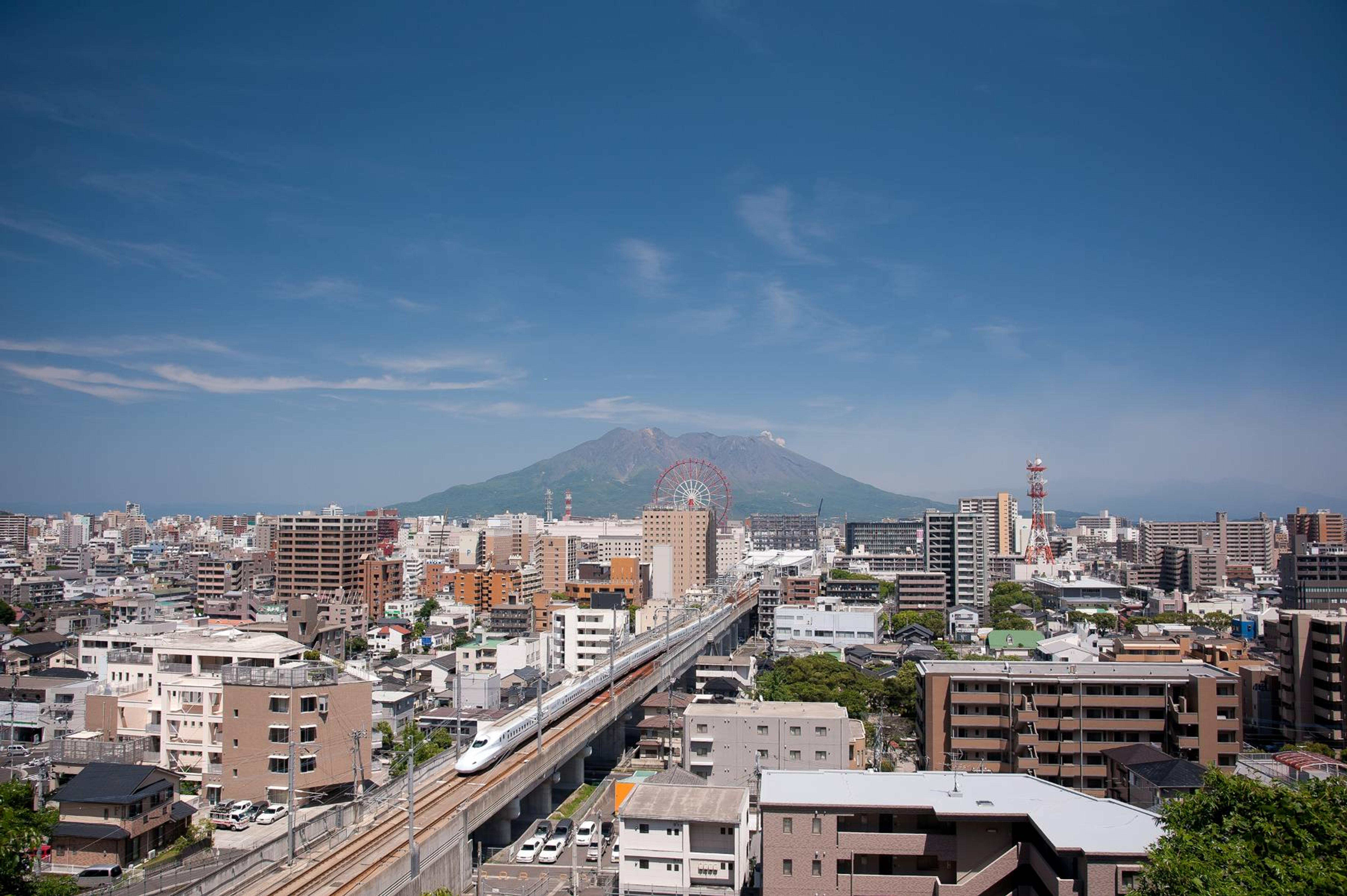
桜島を前に鹿児島中央駅に到着するN700系
（川内駅 - 鹿児島中央駅間）

九州新幹線（きゅうしゅうしんかんせん）は、福岡県福岡市博多区の博多駅から鹿児島県鹿児島市の鹿児島中央駅までを結ぶ九州旅客鉄道（JR九州）の高速鉄道路線（新幹線）、およびその列車である。
整備新幹線としての九州新幹線のうち、「鹿児島ルート」（かごしまルート）と呼ばれていた区間に相当し、旅客向けには単に「九州新幹線」と案内されている。

## 概要
1972年（昭和47年）に、全国新幹線鉄道整備法第4条第1項の規定による『建設を開始すべき新幹線鉄道の路線を定める基本計画』により公示され、1973年（昭和48年）11月13日に整備計画が決定された5路線（いわゆる整備新幹線）の路線の一つである。国鉄の財政悪化により建設が一時凍結されたが、1991年（平成3年）に八代 - 西鹿児島（現・鹿児島中央）間がスーパー特急方式で着工された。その後、起点が新八代に変更され、1998年に新八代駅 - 船小屋信号場（現 筑後船小屋駅）がスーパー特急方式で着工、2000年（平成12年）に残る博多駅 - 船小屋信号場間が着工、同時に全区間がフル規格化された。2004年（平成16年）3月に新八代駅 - 鹿児島中央駅間がフル規格で開業した。また、新八代駅では博多駅 - 新八代駅間の在来線特急「リレーつばめ」と同一ホームで接続することで、博多駅 - 鹿児島中央駅間の所要時間は大幅に短縮された。その後、2011年（平成23年）3月に博多駅 - 新八代駅間が開業し、九州新幹線（鹿児島ルート）は整備計画の決定から38年を経て全線開業し、同時に西日本旅客鉄道（JR西日本）の山陽新幹線（新大阪駅 - 博多駅間）との直通運転を開始した。鉄道建設・運輸施設整備支援機構が鉄道施設を建設・保有し、JR九州により運営されている。
整備新幹線としての九州新幹線には鹿児島ルートのほかに福岡市と長崎市を結ぶ西九州ルート（長崎ルート）があり、整備計画では西九州ルートは福岡市（博多）- 分岐点（新鳥栖）間を鹿児島ルートと共用する計画となっている。2022年（令和4年）9月23日には武雄温泉駅 - 長崎駅間が「西九州新幹線」として開業したが、鹿児島ルートと分岐する先の新鳥栖 - 武雄温泉間の整備方針は2022年時点で未決定である。
なお、九州新幹線は整備新幹線だが、「JR線路名称公告」上では、博多駅 - 新八代駅間および川内駅 - 鹿児島中央駅間は鹿児島本線の無名枝線という扱いで、営業キロは鹿児島本線の営業キロを採用している。一方、並行在来線が肥薩おれんじ鉄道線として経営分離された新八代駅 - 川内駅間は「九州新幹線」という独立した線路として扱われ、営業キロも実キロを採用している。ただし、事業基本計画や国土交通省監修『鉄道要覧』では全区間ともに鹿児島本線とは別の路線として掲載されている。

### 路線データ
- 営業主体：九州旅客鉄道（JR九州）

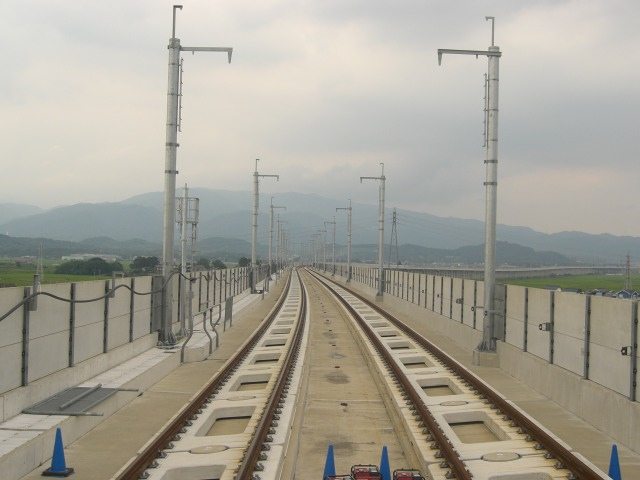
九州新幹線独特である一部が空洞のスラブ軌道。費用削減のため一部を空洞にしている。（久留米駅付近から船小屋方面、2009年8月25日 見学会にて）

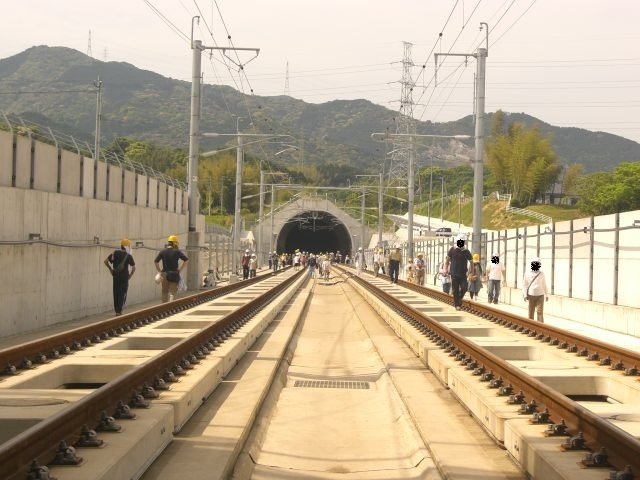
九州新幹線最長の筑紫トンネル（鳥栖側、2010年5月15日レールウォークにて）

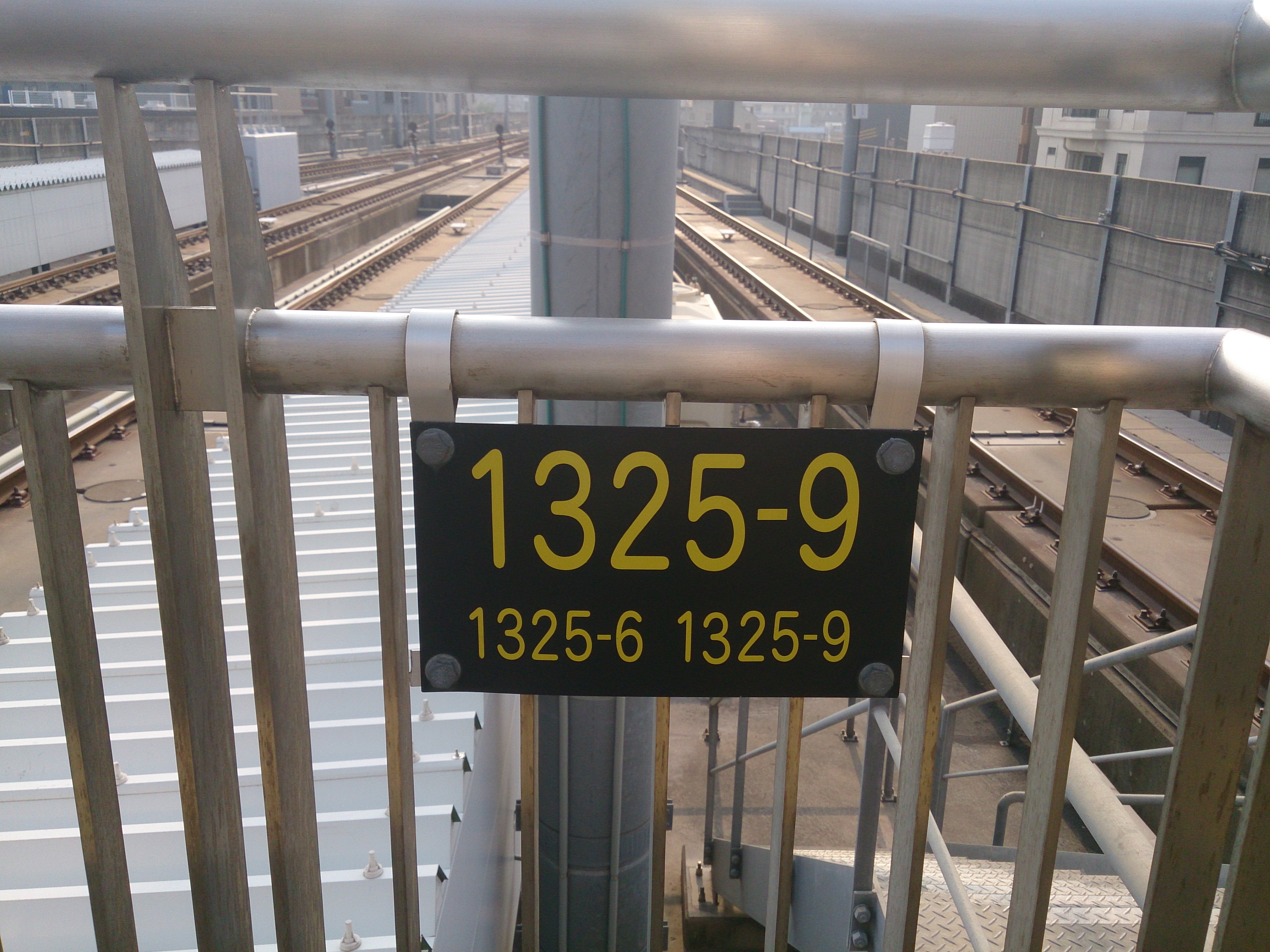
東海道・山陽・九州新幹線の最後の距離標。東京駅起点1325.9 kmを示す（鹿児島中央駅構内）

- 建設主体：独立行政法人鉄道建設・運輸施設整備支援機構
- 路線距離（実キロ）：博多駅 - 鹿児島中央駅間 256.8 km（営業キロは288.9 km）
  - 線内の距離標は東京駅起点として設置されている。鹿児島中央駅付近には日本国内の鉄道路線の距離標が示す距離としては最長のものである東京駅起点1,325 kmを示す距離標が設置されている。
- 軌間：1,435 mm（標準軌）
- 駅数：12（起終点駅含む）
  - このうち、新幹線単独駅は4駅（新大牟田駅・新玉名駅および肥薩おれんじ鉄道線併設の新水俣駅・出水駅）である。また、JR九州公式サイトの会社案内の「交通・営業データ」 においては、JR西日本管理となる博多駅を計上せず、11駅としている。
- 複線区間：全線複線
- 電化区間：全線（交流25,000 V・60 Hz、架空電車線方式）
- 最高速度：
  - 260 km/h（博総分岐 - 鹿児島中央）
  - 120 km/h（博多 - 博総分岐）[要出典]
- 保安装置：ATC、車内信号式[4]
  - KS-ATC（博総分岐 - 鹿児島中央）
  - ATC-NS（博多 - 博総分岐）
- 道床：スラブ軌道・バラスト軌道
- 架線吊架方式
  - 博多駅 - 博総分岐：ヘビーコンパウンドカテナリ式（耐荷速度320 km/h）
  - 博総分岐 - 新八代駅：PHCシンプルカテナリ式（耐荷速度350 km/h）
  - 新八代駅 - 鹿児島中央駅：CSシンプルカテナリ式（耐荷速度300 km/h）
- 車両基地：
  - 熊本総合車両所（熊本県熊本市）
  - 川内駅留置線（川内旧車両基地、鹿児島県薩摩川内市）
- 保線基地：新鳥栖・熊本・出水
- 運転指令所[4]
  - 博多総合指令センター（新幹線総合指令室）（博総分岐 - 鹿児島中央）
  - 東京指令所（新幹線総合指令所）（博多 - 博総分岐）
- 列車運行管理システム[4]
  - 九州新幹線指令システム (SIRIUS)（博総分岐 - 鹿児島中央）
  - 新幹線運行管理システム (COMTRAC)（博多 - 博総分岐）

全線を本社鉄道事業本部内の新幹線部が管轄している。ただし、博多駅から博多総合車両所分岐（博総分岐）にかけての区間はJR西日本山陽新幹線統括本部の管理に置かれており、博多駅から博多総合車両所分岐（博総分岐）の間は、博多南線と線路を共用するため、博多南駅から400メートルほど新鳥栖寄りに会社境界が存在する。ただし九州新幹線上には博多南駅は存在せず、別系統である。
博多駅 - 新八代駅間の約3割、新八代駅 - 鹿児島中央駅間の約7割がトンネル区間で構成され、山陽新幹線と同様に総延長の半分（49%）がトンネルで占められる路線である。工費を節減するために新幹線としてはやや簡素な仕様で建設されている部分があり、筑紫トンネル博多側坑口側や、新八代駅 - 鹿児島中央駅間 に、新幹線では最急の35パーミル勾配区間が設けられるなどの影響が出ている。
構造種別延長割合は以下の通り。
- 博多駅 - 新八代駅間 
  - 路盤 5%
  - 橋梁 14%
  - 高架橋 51%
  - トンネル 30%
- 新八代駅 - 鹿児島中央駅間
  - 路盤 12%
  - 橋梁 7%
  - 高架橋 12%
  - トンネル 69%

## 駅一覧
- 新大阪駅・東京駅からの営業キロは、山陽新幹線新岩国駅 - 徳山駅間を岩徳線経由として計算したものを示す[注釈 1]。
- 各列車の停車駅の詳細については「ダイヤパターンと停車駅」を参照。

| 駅名 | 博多からの | 博多からの | 新大阪からの | 新大阪からの | 東京からの | 東京からの | 停車 | 接続路線 | 所在地               | 所在地               |
| 駅名 | 営業 キロ  | 実 キロ    | 営業 キロ    | 実 キロ      | 営業 キロ  | 実 キロ    | 停車 | 接続路線 | 所在地               | 所在地               |
| --- | ---------- | ---------- | ------------ | ------------ | ---------- | ---------- | ---- | --- | -------------------- | -------------------- |
| 博多駅 福 | 0.0        | 0.0        | 622.3        | 553.7        | 1174.9     | 1069.1     | 全   | 西日本旅客鉄道： 山陽新幹線・■ 博多南線 九州旅客鉄道： 鹿児島本線・ 篠栗線（福北ゆたか線）（00） 福岡市交通局： 空港線（K11）・ 七隈線（N18） | 福岡県 福岡市 博多区 | 福岡県 福岡市 博多区 |
| 新鳥栖駅 | 28.6       | 26.3       | 650.9        | 580.0        | 1203.5     | 1095.4     |      | 九州旅客鉄道： 長崎本線（JH02） | 佐賀県 鳥栖市        | 佐賀県 鳥栖市        |
| 久留米駅 | 35.7       | 32.0       | 658.0        | 585.7        | 1210.6     | 1101.1     |      | 九州旅客鉄道： 鹿児島本線（JB17）・■ 久大本線（ゆふ高原線）                                                                                   | 福岡県               | 久留米市             |
| 筑後船小屋駅 | 51.5       | 47.9       | 673.8        | 601.6        | 1226.4     | 1117.0     |      | 九州旅客鉄道： 鹿児島本線（JB21） | 福岡県               | 筑後市               |
| 新大牟田駅 | 69.3       | 59.7       | 691.6        | 613.4        | 1244.2     | 1128.8     |      | | 福岡県               | 大牟田市             |
| 新玉名駅 | 90.4       | 76.3       | 712.7        | 630.0        | 1265.3     | 1145.4     |      | | 熊本県               | 玉名市               |
| 熊本駅 | 118.4      | 98.2       | 740.7        | 651.9        | 1293.3     | 1167.3     | 全   | 九州旅客鉄道：■鹿児島本線・■ 豊肥本線（阿蘇高原線）・■ 三角線（あまくさみすみ線） 熊本市交通局：■ 幹線・田崎線（A系統 熊本駅前停留場：3）     | 熊本県               | 熊本市 西区          |
| 新八代駅 | 151.3      | 130.0      | 773.6        | 683.7        | 1326.2     | 1199.1     |      | 九州旅客鉄道：■鹿児島本線 | 熊本県               | 八代市               |
| 新水俣駅 | 194.1      | 172.8      | 816.4        | 726.5        | 1369.0     | 1241.9     |      | 肥薩おれんじ鉄道：肥薩おれんじ鉄道線（OR12）                                                                                                  | 熊本県               | 水俣市               |
| 出水駅 | 210.1      | 188.8      | 832.4        | 742.5        | 1385.0     | 1257.9     |      | 肥薩おれんじ鉄道：肥薩おれんじ鉄道線（OR16）                                                                                                  | 鹿児島県             | 出水市               |
| 川内駅 | 242.8      | 221.5      | 865.1        | 775.2        | 1417.7     | 1290.6     |      | 九州旅客鉄道：■鹿児島本線 肥薩おれんじ鉄道：肥薩おれんじ鉄道線（OR28）                                                                        | 鹿児島県             | 薩摩川内市           |
| 鹿児島中央駅 | 288.9      | 256.8      | 911.2        | 810.5        | 1463.8     | 1325.9     | 全   | 九州旅客鉄道：■鹿児島本線・■日豊本線・■指宿枕崎線 鹿児島市交通局：第二期線・唐湊線（2系統 鹿児島中央駅前停留場：N11 ）                        | 鹿児島県             | 鹿児島市             |
| - 停車…全：すべての列車が停車する駅（2011年3月改正時） - 長距離乗車券の特定都区市内 - 福：福岡市内 - 博多駅（新幹線）はJR西日本の管理委託駅 |            |            |              |              |            |            |      | |                      |                      |

1. ↑  篠栗線の正式な終点駅は吉塚駅だが、福北ゆたか線（運転系統上の愛称）の終点駅は博多駅である。
2. ↑  三角線の正式な起点駅は宇土駅だが、あまくさみすみ線（運転系統上の愛称）の起点駅は熊本駅である。
3. ↑  鹿児島市交通局では、2018年4月に公式ホームページなどで発表される以前から、市電の各停留所に駅ナンバリングが表記されている。

### 各駅の構造
博多駅を除く各駅のホームには可動式安全柵が設置されている。また、博多駅以外のホーム有効長は8両分（博多駅11番線は10両分）だが、新鳥栖駅 - 熊本駅と鹿児島中央駅は10両分まで延伸可能な構造となっている。通過線を有する駅は存在しない。
| 配線分類 | 2面4線           | 2面3線                 | 2面2線                                                    | 3面6線 | 2面4線（終着駅） |
| 構内図   |                  |                        |                                                           |        |                  |
| 該当駅   | 新鳥栖駅・熊本駅 | 筑後船小屋駅・新水俣駅 | 久留米駅・新大牟田駅・新玉名駅・ 新八代駅・出水駅・川内駅 | 博多駅 | 鹿児島中央駅     |

### 全列車停車駅
2011年現在、九州新幹線内におけるすべての定期旅客列車が停車する駅の概要を記す。いずれも県庁所在地の駅となっている。
博多駅
九州随一の都市である福岡市の代表駅だが、駅名に都市名を冠せず地域の名称を用いている。1889年（明治22年）に九州鉄道の駅として開業し、1907年（明治40年）に国有化。1975年（昭和50年）に山陽新幹線の終点駅となり、鹿児島・熊本・長崎・佐世保・大分といった九州各都市を結ぶ在来線特急列車が発着し、これらの列車と新幹線との接続駅となった。2011年（平成23年）に九州新幹線と直結し、それに伴う構内の拡張が実施され、3面6線の配線となった。また、福岡市地下鉄空港線・七隈線も接続していて、当駅東方にある福岡空港や九州随一の繁華街天神、さらには筑肥線を経由して唐津方面にアクセスできる。筑豊地方方面の福北ゆたか線も発着する。また、博多総合車両所までの回送線を利用した博多南線も接続しており、博多南駅までの区間列車も運行されている。
当線博多乗り入れ1週間前には駅ビル建て替えと増床工事が完成し、日本最大規模の駅ビル「JR博多シティ」に生まれ変わった。
熊本駅
九州中・南部地域の最大かつ中心都市である熊本市の中心駅。複数の路線が乗り入れ、熊本市の拠点となるターミナル駅である。1891年（明治24年）に九州鉄道の駅として開業し、1907年（明治40年）に国有化。
下通など、熊本市の中心市街地からやや離れた場所に位置しており、中心市街地へは熊本市電A系統や路線バスが接続している。
また、熊本市電田崎線・幹線（田崎線と幹線はA系統として一体的に運行される）やJR鹿児島本線・豊肥本線が乗り入れ、三角線のすべての列車や、人吉方面からの列車も鹿児島本線経由で当駅まで乗り入れ、「A列車で行こう」や「かわせみ やませみ」といった観光列車などが発着している。また、2021年には駅ビル「JRくまもとシティ」が建設された。
鹿児島中央駅
南九州における主要都市の代表格にあたる鹿児島市の中心駅。1913年（大正2年）に川内線武駅として開業し、1927年（昭和2年）に鹿児島本線に編入され西鹿児島駅に改称した。2004年（平成16年）の部分開業時から九州新幹線の終着駅となっており、開通と同時に現在の駅名に改称した。新幹線ホームと在来線ホームがほぼ直角に交わる構造となっている。
日豊本線との境界は隣の鹿児島駅だが、新幹線開通前から日豊本線全列車を含むほとんどの列車が当駅を発着駅としており、鹿児島市の中心駅として機能している。また、当駅から指宿枕崎線が分岐している。なお、繁華街の天文館地区など市の中心部へは鹿児島市電2系統や路線バスによるアクセスとなっている。
なお、下り最終の「さくら」号の到着時刻に合わせて在来線の最終列車は全線とも同時発車となっている（2024年4月現在23時35分）。

## 車両

### 各形式概説
前述のように急勾配区間が多い路線のため、対応可能な車両として800系とN700系7000・8000番台が開発・製造された。
800系
「つばめ」「さくら」で使用されている車両。2004年の部分開業以来「つばめ」に使用されてきた車両で、内装やデザインがジャパネスク調であり全車両が動力車である。最高速度は260 km/h。全編成6両編成で、U編成として9編成在籍。後に増備された1000番台・2000番台の3編成は内外装をマイナーチェンジした。部分開業時の列車愛称は「つばめ」1種類のみで、当初は車体側面に「つばめ」の筆文字ロゴが描かれていたが、全線開業後は「さくら」でも使用されることとなったため、乗客の混乱防止のため新たなロゴマークに変更された。
山陽新幹線内への乗り入れも可能な改造が施されており、山陽新幹線内での試運転も行われた。当初は新下関駅発着の「さくら」に使用する計画があったが実現せず、一貫して九州新幹線内折り返し列車限定で運用されている。
N700系
「さくら」「みずほ」「つばめ」に使用されている車両。東海道・山陽新幹線用のN700系をベースとしたJR九州とJR西日本との共同開発による8両編成で、下り坂35‰の急勾配に対応するため、全台車に抑速ブレーキを備えている。車両自体は最高速度300 km/hでの営業運転が可能であり登坂性能も問題無いが、九州新幹線内では路線の設計速度である260 km/hで運行されている。2012年春までにJR西日本が7000番台（S編成）19編成、JR九州が8000番台（R編成）10編成の合計29編成（232両）を製造し、その後同年7月にR編成1本が追加製造された。6号車は半分がグリーン車となっている。普通車は2000年登場のひかりレールスター同様、指定席が2列+2列、自由席（3両）が2列+3列の座席配置。現在、山陽新幹線に乗り入れる列車は全てこの形式が使用されている。さらに、九州新幹線内折り返し列車の一部は運用の関係上JR西日本のS編成が充当されている。

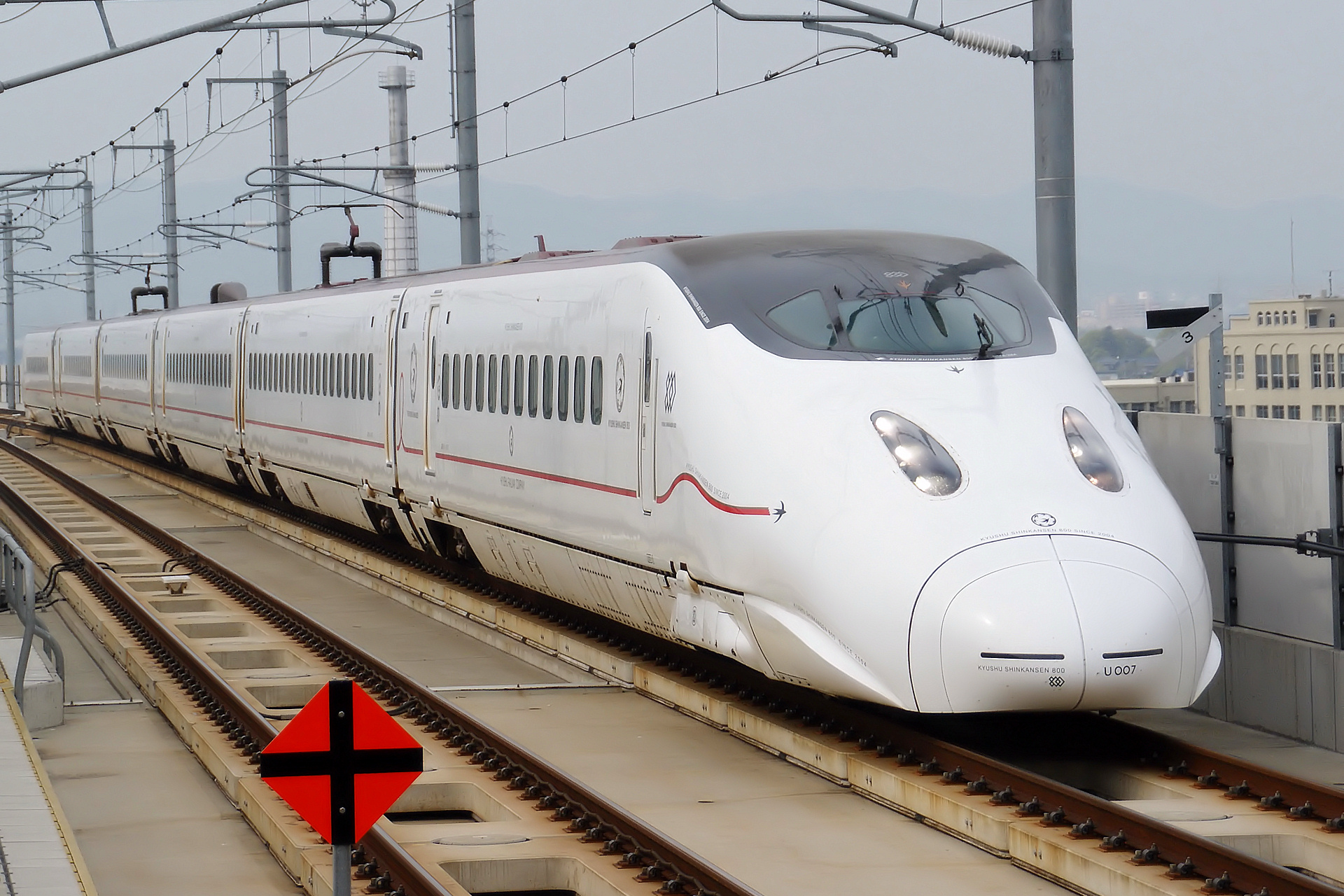
九州新幹線内専用車両（800系1000番台）
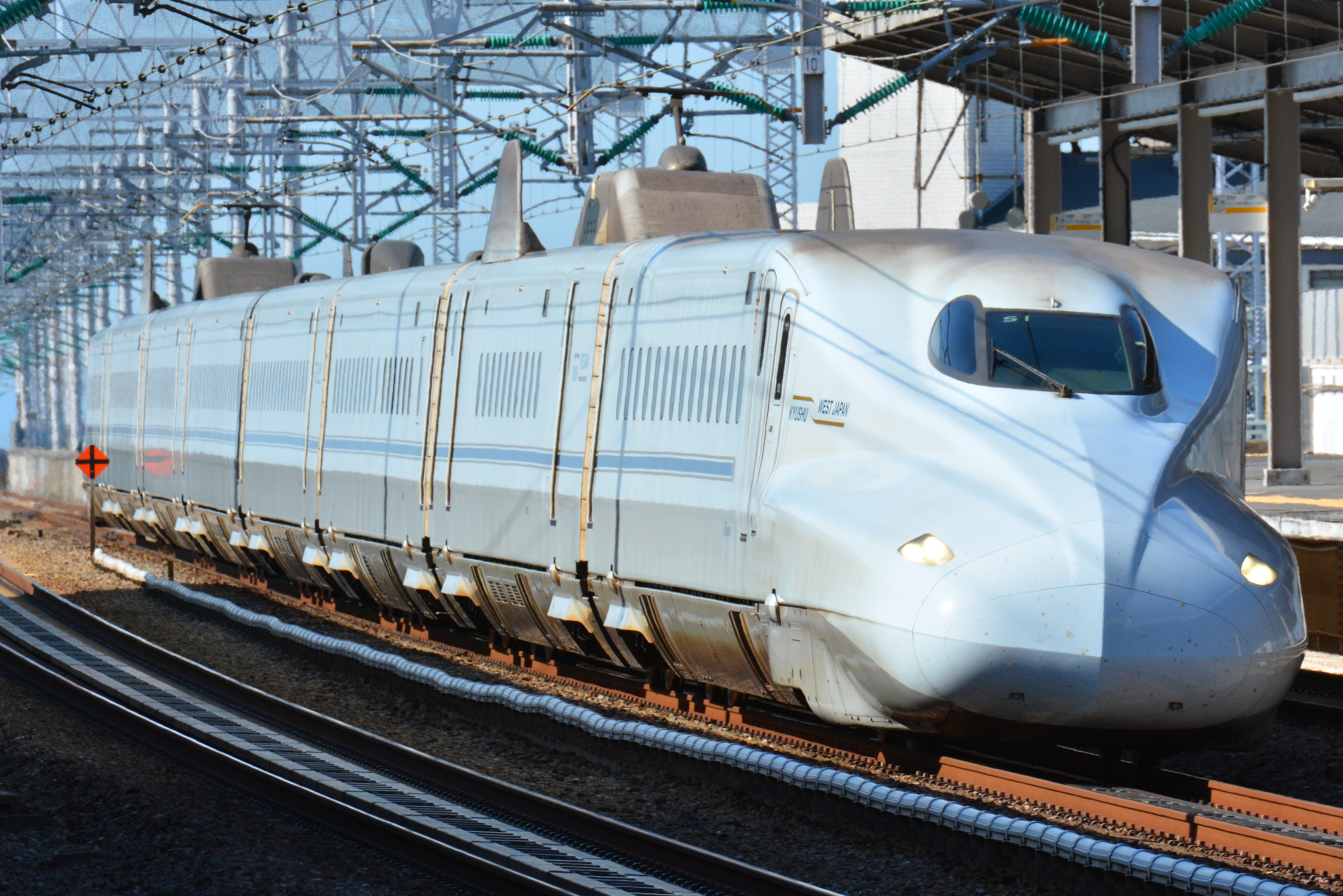
山陽新幹線との直通車両（N700系7000番台）

### 車内・発車メロディ
九州新幹線の発車メロディや車内メロディ（JR九州所属車のみ）には、全曲キーボーディストの向谷実が作曲した曲が採用されている。車内メロディは、標準メロディおよび博多・熊本・鹿児島中央それぞれの駅の発車・到着用特別メロディの計4曲があり、熊本駅到着時は「おてもやん」、鹿児島中央駅到着時は「おはら節」をアレンジしたもの が使用される。発車メロディは、熊本駅と鹿児島中央駅は前述のアレンジのメロディ、JR西日本管轄の博多駅ではゴダイゴの「銀河鉄道999」、他の駅は全て「The Journey」 となっている。
九州新幹線の全線開業前は、全駅において発車メロディ・車内メロディ に向谷実が作曲した「風は南から」が使用されていたが、全線開業を機に全て新しいメロディに切り替えられた。
The Journeyと風は南からは両方とも一曲として仕上げたバージョンがあり、iTunes Storeなどで販売されている。
なお、JR西日本所属車では博多・熊本・鹿児島中央各駅用の特別メロディは流されず、車内メロディは「いい日旅立ち・西へ」が九州新幹線内でもそのまま使用されており、途中駅用（サビ）と始発・終着駅用（歌い出し）の2つの区別しかない。

## 運行形態
九州新幹線が全線開業した2011年3月12日にダイヤ改正が実施され、山陽新幹線との直通運転が開始された。また、博多駅始発・終着の列車についても博多駅での接続が考慮されたダイヤが組まれている。
なお、他新幹線やJR九州の在来線で進んでいた位置情報配信システムを長らく導入していなかったが、2022年7月1日より、JR九州の位置情報配信システム「どれどれ」にて九州新幹線の位置情報が配信されている。

### 列車名

#### 「みずほ」
「みずほ」は、新大阪駅 - 鹿児島中央駅間で運転されている山陽・九州新幹線直通列車で、この区間における最速達列車である。種別カラーはオレンジ色。
1日に定期列車8往復が運転されている。九州新幹線内では博多駅・熊本駅・鹿児島中央駅に全列車が停車し、一部の列車は久留米駅・川内駅にも停車する。所要時間は新大阪駅 - 鹿児島中央駅間が最速3時間41分、新大阪駅 - 熊本駅間が同2時間57分、博多駅 - 鹿児島中央駅間が同1時間17分、博多駅 - 熊本駅間が同32分。車両はN700系7000番台・8000番台が使用されている。
当初、山陽・九州新幹線直通列車は「さくら」のみと発表されていたが、競合する航空機路線の対抗策として同列車が新たに計画された。
「みずほ」の定期列車は、2025年3月ダイヤ改正時点ですべて新大阪駅 - 鹿児島中央駅間の運行である。なお、同改正前には新大阪駅 - 熊本駅間の列車も設定されていた（繁忙期には鹿児島中央駅まで延長運転していた）。

#### 「さくら」
「さくら」は、「みずほ」とともに新大阪駅 - 鹿児島中央駅間で運転されている山陽・九州新幹線直通の速達タイプの列車、または九州新幹線内で運行されている速達タイプの列車である。種別カラーはピンク色。
車両はN700系7000番台・8000番台と、800系（九州新幹線内完結列車のみ）が使用されている。
博多駅 - 鹿児島中央駅間で1時間に2本運転されている。このうちの1 - 2本が山陽新幹線の新大阪駅まで直通運転を行っており、広島駅発着の列車も1往復ある。九州新幹線内では博多駅・新鳥栖駅・久留米駅・熊本駅・川内駅・鹿児島中央駅に全列車が停車し、1時間に2本のうち1本が熊本駅 - 鹿児島中央駅間の各駅に停車する。このほか、筑後船小屋駅・新大牟田駅・新玉名駅に新大阪駅発着の列車が1日に2往復停車し、このうち上下各1本は博多駅 - 熊本駅間の各駅に停車する。
列車名は公募により決定し、2009年2月26日に発表された。「さくら」の名称は応募総数168,951通のうち最多となる7,927通を獲得し、新車両のコンセプトである「日本の美しさ」に合致することからも選ばれた。

#### 「つばめ」
「つばめ」は、博多駅 - 鹿児島中央駅間で運転されている各駅停車タイプの列車で、運行する区間の全駅に停車する。種別カラーは水色。
部分開通時の新幹線列車名は、速達・各駅停車問わず「つばめ」で統一されていたが、全線開通後「つばめ」は全区間各駅停車として運行している。2012年3月17日のダイヤ改正より上り2本が山陽新幹線に乗り入れ、うち1本は小倉行き、もう1本は新下関行きで運転されていた。2013年3月16日のダイヤ改正で一旦山陽新幹線への乗り入れがされなくなったが、2017年3月4日のダイヤ改正で朝に1本のみ小倉行きとして復活した。
九州新幹線内の全区間で運転されるが、日中は、新八代駅 - 鹿児島中央駅間各駅へのアクセスは熊本駅 - 鹿児島中央駅間の各駅に停車する「さくら」 が「つばめ」の代替となる形で担っており、鹿児島中央駅発着の「つばめ」は朝・夜の運行に限定される。したがって、日中の「つばめ」は博多駅 - 熊本駅間で運転されており、主にこの区間の地域間輸送としての役割を担っている。また、下り始発列車は川内旧車両基地からの出庫列車として、川内駅 - 鹿児島中央駅間の1区間運行になっている。
車両は主に800系が使用されるが、朝夕の通勤時間帯などではN700系7000番台・8000番台も使用されている。
九州新幹線は、2016年4月14日夜に発生した熊本地震によって全線運休となり、同年4月20日に新水俣駅 - 鹿児島中央駅間、4月23日に博多駅 - 熊本駅間、4月27日に熊本駅 - 新水俣駅間の運行が再開されたが（後節参照）、4月28日に「さくら」「みずほ」の運行および山陽新幹線との直通運転が再開されるまでは、全列車「つばめ」として運行された。

### ダイヤパターンと停車駅
山陽新幹線の影響で昼間時間帯は毎時の発車時刻・到着時刻がほぼ一定のダイヤが組まれているが、朝晩は「さくら」の停車パターンが若干変化したり、九州内で完結する速達タイプの「さくら」の一部が博多 - 熊本・鹿児島中央の「つばめ」として運行されたりと、やや変則的なダイヤとなっている。九州新幹線内完結の列車は、ほぼ全列車が博多駅で東海道・山陽新幹線「のぞみ」などと同一ホームで接続している。
以下は2021年3月13日ダイヤ改正時点の日中の1時間帯の平均的なダイヤパターンであり、時間帯によって着発時刻は若干異なる場合がある。

#### 2021年3月13日
| 種別     | 始発駅         | 博多駅 発車時刻 | 博多 | 新鳥栖 | 久留米 | 筑後船小屋 | 新大牟田 | 新玉名 | 熊本 | 新八代 | 新水俣 | 出水 | 川内 | 鹿児島中央 | 鹿児島中央駅 到着時刻 | 終着駅     |
| -------- | -------------- | --------------- | ---- | ------ | ------ | ---------- | -------- | ------ | ---- | ------ | ------ | ---- | ---- | ---------- | --------------------- | ---------- |
| さくら   | 新大阪（博多） | 04・05分        | ●    | ●      | ●      | △          | △        | △      | ●    | ●      | ●      | ●    | ●    | ●          | 40・41分              | 鹿児島中央 |
| みずほ ※ | 新大阪         | 36分            | ●    | →      | △      | →          | →        | →      | ●    | →      | →      | →    | →    | ●          | 55分                  | 鹿児島中央 |
| さくら   | 新大阪         | 44分            | ●    | ●      | ●      | →          | →        | →      | ●    | →      | →      | →    | ●    | ●          | 10分                  | 鹿児島中央 |
| つばめ   | 博多           | 50分            | ●    | ●      | ●      | ●          | ●        | ●      | ●    |        |        |      |      |            | （熊本39・41分）      | 熊本       |

| 種別     | 始発駅     | 鹿児島中央駅 発車時刻 | 鹿児島中央 | 川内 | 出水 | 新水俣 | 新八代 | 熊本 | 新玉名 | 新大牟田 | 筑後船小屋 | 久留米 | 新鳥栖 | 博多 | 博多駅 到着時刻 | 終着駅         |
| -------- | ---------- | --------------------- | ---------- | ---- | ---- | ------ | ------ | ---- | ------ | -------- | ---------- | ------ | ------ | ---- | --------------- | -------------- |
| さくら   | 鹿児島中央 | 05・06分              | ●          | ●    | ●    | ●      | ●      | ●    | △      | △        | △          | ●      | ●      | ●    | 41分            | （博多）新大阪 |
| さくら   | 鹿児島中央 | 34・35分              | ●          | ●    | →    | →      | →      | ●    | →      | →        | →          | ●      | ●      | ●    | 00分            | 新大阪         |
| つばめ   | 熊本       | （熊本38・40分）      |            |      |      |        |        | ●    | ●      | ●        | ●          | ●      | ●      | ●    | 28分-31分       | 博多           |
| みずほ ※ | 鹿児島中央 | 49・51分              | ●          | △    | →    | →      | →      | ●    | →      | →        | →          | △      | →      | ●    | 08分            | 新大阪         |
| さくら ◆ | 鹿児島中央 | 16分                  | ●          | ●    | →    | →      | →      | ●    | →      | →        | →          | ●      | ●      | ●    | 41分            | 新大阪         |

●：停車、△：1日1本停車、→：通過、◆：臨時列車、※：日中の一部の時間帯では運転しない

### 号数の振り方
2020年3月16日ダイヤ改正時点における号数の割り当ては次の通り。
- みずほ
  - 新大阪駅 - 熊本駅・鹿児島中央駅間：600 - 615号
- さくら
  - 新大阪駅 - 熊本駅・鹿児島中央駅間：定期列車は540 - 573号、臨時列車は574 - 590号（熊本駅始発・終着は540号、573号のみ）
  - 広島駅・新下関駅・博多駅 - 鹿児島中央駅間：定期列車は400 - 410号（新下関駅始発は405号のみ、広島駅始発・終着は401号、408号のみ）
- つばめ
  - 小倉・博多駅 - 筑後船小屋駅・熊本駅・鹿児島中央駅間、熊本駅・川内駅 - 鹿児島中央駅間：300 - 342号（小倉駅終着は302号のみ）

列車番号は、山陽新幹線直通列車（新下関駅・小倉駅発着列車を除く）は「号数+A」（臨時列車「6000+号数+A」は）、「つばめ」と新下関駅・博多駅発着の「さくら」は「5000+号数+A」が割り当てられている。後者の一部列車の号数は東京駅 - 新大阪駅間の臨時「のぞみ」と重複しているが、列車番号の重複はない。

### 東海道・山陽新幹線との接続
九州新幹線と山陽新幹線では1時間に1-2本程度の直通運転を行っているが、それ以外の列車は基本的に博多駅始発・終着の「さくら」・「つばめ」となる。
これに伴い、博多駅始発・終着の列車は、ほとんどの列車が「のぞみ」などの東海道・山陽新幹線方面の列車と同一ホームで接続しており、山陽新幹線との直通列車がほとんど停車しない駅との乗り継ぎの便宜や、九州新幹線と乗り入れを行っていない東海道新幹線区間（東京駅 - 新大阪駅間）への需要にも対応する。また、新鳥栖駅 - 新玉名駅間の各駅では、開業当初駅の電光掲示板・構内放送などでも「この列車は、博多駅で、のぞみ○○号東京行と接続しています」と案内されていた。
しかし、2012年3月17日のダイヤ改正で九州新幹線内完結列車の多くが行き止まりの博多駅11番線で折り返すようになったため、それまで可能だった同一ホームでの乗り継ぎが不可能になる列車が増え、さらに熊本駅 - 鹿児島中央駅間各駅停車の「さくら」に接続していた「のぞみ」の一部がこの改正で削減対象になった ため、乗り継ぎ自体が不可能となってしまう事例も発生した。

### 九州新幹線内での接続
九州新幹線では各駅停車専用の列車として「つばめ」が運行されているが、先述の通り「つばめ」は博多駅 - 熊本駅間での区間運行が大半であり、熊本駅 - 鹿児島中央駅間では博多駅 - 熊本駅間速達の「さくら」が各駅停車として運行される。このため、筑後船小屋駅・新大牟田駅・新玉名駅に停車する列車は、それぞれ1日1往復停車する鹿児島中央駅 - 新大阪駅間の「さくら」と、博多駅 - 鹿児島中央駅間を運行する上り6本・下り2本の「つばめ」を除き、大半が熊本駅発着となっている。
そこで、熊本駅発着の「つばめ」と熊本駅 - 鹿児島中央駅間で各駅に停車する「さくら」は、一部を除き熊本駅の同一ホームで接続を取っており、新鳥栖駅 - 新玉名駅間の各駅の電光掲示板や構内放送でも、同一ホーム接続の列車については「この列車は、熊本駅で、さくら○○○号鹿児島中央行と接続しています」などと案内されていた。
なお、「みずほ」が運転される時間のうちの「つばめ」に関しては、鹿児島中央駅発着の上下各1本が熊本駅で「みずほ」と接続している。

## 過去の運行形態

### 全線開業以前
九州新幹線は、2004年3月13日に部分開業し、新八代駅 - 鹿児島中央駅間で営業運転を開始した。当時はまだ博多駅 - 新八代駅間が未開業であったため、現在とは全く異なる形態で運行されていた。
以下に部分開業から全線開業までの約7年間実施された運行概況を記す。

#### 「つばめ」

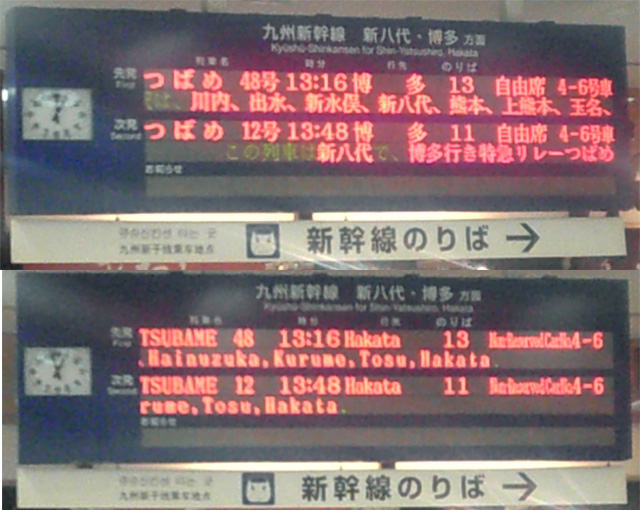
発車標では、「リレーつばめ」区間も含めて一本の列車であるかのように案内されていた

「つばめ」は新八代駅 - 鹿児島中央駅間の部分開業と同時に運行を開始した。上下ともに毎時2本が運行され、通過駅のある速達タイプと各駅停車タイプがそれぞれ毎時1本運行されていた（朝夕は各駅停車タイプのみ毎時2本）。東北・上越・長野新幹線同様、速達タイプと各駅停車タイプで同一名称が用いられていた。また、列車番号の後ろに付く英字も「A」ではなく「F」が使用されていた。
博多駅 - 新八代駅間では在来線特急「リレーつばめ」が運転され、新八代駅で「リレーつばめ」と同一ホームでの対面乗り換え方式で接続し（接続時間3分）、「つばめ」と「リレーつばめ」は一体的に運行されていた。
速達タイプ（1号 - 23号）は基本的に川内駅のみ停車。接続する「リレーつばめ」も鹿児島本線区間では停車駅の少ない速達タイプで運行されていた。各駅停車タイプ（31号 - ）も「リレーつばめ」と接続が基本であった。
「つばめ」の名称は、一般公募で列車名を募った際の第5位の得票数であった。最多得票を集めたのは「はやと」であったが、スピード感があり、また南から北上して春を告げる鳥というイメージと、戦前から長年使われてきた伝統ある列車名であることから採用された。

#### ダイヤパターンと停車駅
開業時から規則的なパターンダイヤを導入していたが、在来線と一体的な運用を行っていたことから他の新幹線と比べて毎時の発車時刻・到着時刻はあまり一定していなかった。
以下は当時の昼間時間帯の平均的なダイヤパターンである。
| 博多駅 発車時刻 | 在来線特急 リレーつばめ | 在来線特急 リレーつばめ | 在来線特急 リレーつばめ | 在来線特急 リレーつばめ | 在来線特急 リレーつばめ | 在来線特急 リレーつばめ | 在来線特急 リレーつばめ | 在来線特急 リレーつばめ | 在来線特急 リレーつばめ | 在来線特急 リレーつばめ | 在来線特急 リレーつばめ | 在来線特急 リレーつばめ | 在来線特急 リレーつばめ | 新幹線つばめ | 新幹線つばめ | 新幹線つばめ | 新幹線つばめ | 新幹線つばめ |
| 博多駅 発車時刻 | 博多                    | 二日市                  | 鳥栖                    | 久留米                  | 羽犬塚                  | 瀬高                    | 大牟田                  | 荒尾                    | 長洲                    | 玉名                    | 上熊本                  | 熊本                    | 新八代                  | 新八代       | 新水俣       | 出水         | 川内         | 鹿児島中央   |
| --------------- | ----------------------- | ----------------------- | ----------------------- | ----------------------- | ----------------------- | ----------------------- | ----------------------- | ----------------------- | ----------------------- | ----------------------- | ----------------------- | ----------------------- | ----------------------- | ------------ | ------------ | ------------ | ------------ | ------------ |
| 14分            | ●                       | →                       | ●                       | ●                       | →                       | →                       | ●                       | →                       | →                       | →                       | →                       | ●                       | ●                       | ●            | →            | →            | ●            | ●            |
| 30分            | ●                       | →                       | ●                       | ●                       | ●                       | ●                       | ●                       | →                       | →                       | ●                       | ●                       | ●                       | ●                       | ●            | ●            | ●            | ●            | ●            |

| 新幹線つばめ | 新幹線つばめ | 新幹線つばめ | 新幹線つばめ | 新幹線つばめ | 在来線特急 リレーつばめ | 在来線特急 リレーつばめ | 在来線特急 リレーつばめ | 在来線特急 リレーつばめ | 在来線特急 リレーつばめ | 在来線特急 リレーつばめ | 在来線特急 リレーつばめ | 在来線特急 リレーつばめ | 在来線特急 リレーつばめ | 在来線特急 リレーつばめ | 在来線特急 リレーつばめ | 在来線特急 リレーつばめ | 在来線特急 リレーつばめ | 博多駅 到着時刻 |
| 鹿児島中央   | 川内         | 出水         | 新水俣       | 新八代       | 新八代                  | 熊本                    | 上熊本                  | 玉名                    | 長洲                    | 荒尾                    | 大牟田                  | 瀬高                    | 羽犬塚                  | 久留米                  | 鳥栖                    | 二日市                  | 博多                    | 博多駅 到着時刻 |
| ------------ | ------------ | ------------ | ------------ | ------------ | ----------------------- | ----------------------- | ----------------------- | ----------------------- | ----------------------- | ----------------------- | ----------------------- | ----------------------- | ----------------------- | ----------------------- | ----------------------- | ----------------------- | ----------------------- | --------------- |
| ●            | ●            | →            | →            | ●            | ●                       | ●                       | →                       | →                       | →                       | →                       | ●                       | →                       | →                       | ●                       | ●                       | →                       | ●                       | 12分            |
| ●            | ●            | ●            | ●            | ●            | ●                       | ●                       | ●                       | ●                       | →                       | →                       | ●                       | ●                       | ●                       | ●                       | ●                       | →                       | ●                       | 50分            |

●：停車、→：通過

#### 号数の振り方
2010年3月13日ダイヤ改正時点の号数の割り当ては次の通り。（ ）は接続する在来線特急「リレーつばめ」の始発・終着駅。
- つばめ（速達タイプ）
  - （博多駅） - 新八代駅 - 鹿児島中央駅間：1 - 20号台
- つばめ（各駅停車タイプ）
  - （博多駅） - 新八代駅 - 鹿児島中央駅間：30 - 70号台
  - （熊本駅） - 新八代駅 - 鹿児島中央駅間：100 - 103号
  - 新水俣駅・川内駅 - 鹿児島中央駅間：200 - 204号

### 2011年3月12日ダイヤ改正
九州新幹線鹿児島ルートが全線開業し、山陽新幹線との直通運転を開始した。山陽新幹線との直通列車は「みずほ」4往復、「さくら」11往復の計15往復が設定された。

#### ダイヤパターンと停車駅
| 種別     | 始発駅 | 博多駅 発車時刻 | 博多 | 新鳥栖 | 久留米 | 筑後船小屋 | 新大牟田 | 新玉名 | 熊本 | 新八代 | 新水俣 | 出水 | 川内 | 鹿児島中央 | 鹿児島中央駅 到着時刻 | 終着駅     |
| -------- | ------ | --------------- | ---- | ------ | ------ | ---------- | -------- | ------ | ---- | ------ | ------ | ---- | ---- | ---------- | --------------------- | ---------- |
| さくら   | 博多   | 09分            | ●    | ▲      | ▲      | →          | →        | →      | ●    | ●      | ●      | ●    | ●    | ●          | 48分                  | 鹿児島中央 |
| さくら   | 博多   | 18分            | ●    | ●      | ●      | →          | →        | →      | ●    |        |        |      |      |            | （熊本00分）          | 熊本       |
| みずほ ★ | 新大阪 | 27分            | ●    | →      | →      | →          | →        | →      | ●    | →      | →      | →    | →    | ●          | 46分                  | 鹿児島中央 |
| さくら ★ | 新大阪 | 41分            | ●    | ▲      | ▲      | △          | △        | △      | ●    | △      | △      | △    | ●    | ●          | 09・13分              | 鹿児島中央 |
| つばめ   | 博多   | 48分            | ●    | ●      | ●      | ●          | ●        | ●      | ●    |        |        |      |      |            | （熊本39分）          | 熊本       |

| 種別     | 始発駅     | 鹿児島中央駅 発車時刻 | 鹿児島中央 | 川内 | 出水 | 新水俣 | 新八代 | 熊本 | 新玉名 | 新大牟田 | 筑後船小屋 | 久留米 | 新鳥栖 | 博多 | 博多駅 到着時刻 | 終着駅       |
| -------- | ---------- | --------------------- | ---------- | ---- | ---- | ------ | ------ | ---- | ------ | -------- | ---------- | ------ | ------ | ---- | --------------- | ------------ |
| さくら ★ | 鹿児島中央 | 30・34分              | ●          | ●    | △    | △      | △      | ●    | △      | △        | △          | ▲      | ▲      | ●    | 02分            | 新大阪       |
| さくら   | 熊本       | （熊本42分）          |            |      |      |        |        | ●    | →      | →        | →          | ●      | ●      | ●    | 23分            | 博多         |
| さくら ◆ | 鹿児島中央 | 50分                  | ●          | ●    | ●    | ●      | ●      | ●    | →      | →        | →          | →      | ●      | ●    | 27分            | 博多・新大阪 |
| さくら   | 鹿児島中央 | 53・57分              | ●          | ●    | ●    | ●      | ●      | ●    | →      | →        | →          | ▲      | ▲      | ●    | 32・36分        | 博多         |
| みずほ ★ | 鹿児島中央 | 58分                  | ●          | →    | →    | →      | →      | ●    | →      | →        | →          | →      | →      | ●    | 17分            | 新大阪       |
| つばめ   | 熊本       | （熊本04分）          |            |      |      |        |        | ●    | ●      | ●        | ●          | ●      | ●      | ●    | 55分            | 博多         |

●：停車、▲：どちらかの駅に停車、△：最低1本は停車、→：通過、★：どちらか運行（「みずほ」は朝晩に4往復、「さくら」はそれ以外の時間帯に運行）、◆：臨時列車

#### 号数の振り方
- みずほ
  - 新大阪駅 - 鹿児島中央駅間：600 - 607号
- さくら
  - 新大阪駅 - 熊本駅・鹿児島中央駅間：定期列車は540 - 580号台、臨時列車は590号台（新大阪駅 - 広島駅・博多駅間の「ひかり」と共用）。
  - 新下関駅・博多駅 - 鹿児島中央駅間：定期列車は400 - 430号台、臨時列車は390号台。
  - 博多駅 - 熊本駅間：300 - 310号台
- つばめ
  - 博多駅 - 筑後船小屋駅・熊本駅・鹿児島中央駅間、熊本駅・川内駅 - 鹿児島中央駅間：320 - 380号台

### 2012年3月17日ダイヤ改正

#### ダイヤパターンと停車駅
| 種別     | 始発駅         | 博多駅 発車時刻 | 博多 | 新鳥栖 | 久留米 | 筑後船小屋 | 新大牟田 | 新玉名 | 熊本 | 新八代 | 新水俣 | 出水 | 川内 | 鹿児島中央 | 鹿児島中央駅 到着時刻 | 終着駅     |
| -------- | -------------- | --------------- | ---- | ------ | ------ | ---------- | -------- | ------ | ---- | ------ | ------ | ---- | ---- | ---------- | --------------------- | ---------- |
| さくら   | 新大阪（博多） | 09分            | ●    | ▲      | ▲      | →          | →        | →      | ●    | ●      | ●      | ●    | ●    | ●          | 40・44分              | 鹿児島中央 |
| さくら   | 博多           | 19分            | ●    | ●      | ●      | →          | →        | →      | ●    |        |        |      |      |            | （熊本58分）          | 熊本       |
| みずほ ※ | 新大阪         | 27分            | ●    | →      | →      | →          | →        | →      | ●    | →      | →      | →    | →    | ●          | 44分                  | 鹿児島中央 |
| さくら   | 新大阪         | 41分            | ●    | ▲      | ▲      | △          | △        | △      | ●    | →      | →      | →    | ●    | ●          | 05・09分              | 鹿児島中央 |
| つばめ   | 博多           | 48分            | ●    | ●      | ●      | ●          | ●        | ●      | ●    |        |        |      |      |            | （熊本37分）          | 熊本       |

| 種別     | 始発駅     | 鹿児島中央駅 発車時刻 | 鹿児島中央 | 川内 | 出水 | 新水俣 | 新八代 | 熊本 | 新玉名 | 新大牟田 | 筑後船小屋 | 久留米 | 新鳥栖 | 博多 | 博多駅 到着時刻 | 終着駅         |
| -------- | ---------- | --------------------- | ---------- | ---- | ---- | ------ | ------ | ---- | ------ | -------- | ---------- | ------ | ------ | ---- | --------------- | -------------- |
| みずほ ※ | 鹿児島中央 | 00分                  | ●          | →    | →    | →      | →      | ●    | →      | →        | →          | →      | →      | ●    | 17分            | 新大阪         |
| さくら   | 鹿児島中央 | 00・03分              | ●          | ●    | ●    | ●      | ●      | ●    | →      | →        | →          | ▲      | ▲      | ●    | 36分            | （博多）新大阪 |
| つばめ   | 熊本       | （熊本06分）          |            |      |      |        |        | ●    | ●      | ●        | ●          | ●      | ●      | ●    | 55分            | 博多           |
| さくら   | 鹿児島中央 | 34・38分              | ●          | ●    | →    | →      | →      | ●    | △      | △        | △          | ▲      | ▲      | ●    | 02分            | 新大阪         |
| さくら   | 熊本       | （熊本44分）          |            |      |      |        |        | ●    | →      | →        | →          | ●      | ●      | ●    | 23分            | 博多           |
| さくら ◆ | 鹿児島中央 | 53分                  | ●          | ●    | ●    | ●      | ●      | ●    | →      | →        | →          | →      | ●      | ●    | 33分            | （博多）新大阪 |

●：停車、▲：いずれか停車、△：1日1本停車、→：通過、◆：臨時列車、※：朝夕に運行

#### 号数の振り方
2012年3月17日ダイヤ改正時点における号数の割り当ては次の通り。
- みずほ
  - 新大阪駅 - 鹿児島中央駅間：600号台
- さくら
  - 新大阪駅 - 熊本駅・鹿児島中央駅間：定期列車は540 - 570号台、臨時列車は580 - 590号台
  - 新下関駅・博多駅 - 鹿児島中央駅間：定期列車は400 - 420号台、臨時列車は390号台
  - 博多駅 - 熊本駅間：300 - 310号台
- つばめ
  - 新下関駅・小倉駅・博多駅 - 筑後船小屋駅・熊本駅・鹿児島中央駅間、熊本駅・川内駅 - 鹿児島中央駅間：320 - 380号台

### 2017年3月4日ダイヤ改正

#### ダイヤパターンと停車駅
| 種別     | 始発駅         | 博多駅 発車時刻 | 博多 | 新鳥栖 | 久留米 | 筑後船小屋 | 新大牟田 | 新玉名 | 熊本 | 新八代 | 新水俣 | 出水 | 川内 | 鹿児島中央 | 鹿児島中央駅 到着時刻 | 終着駅     |
| -------- | -------------- | --------------- | ---- | ------ | ------ | ---------- | -------- | ------ | ---- | ------ | ------ | ---- | ---- | ---------- | --------------------- | ---------- |
| さくら   | 新大阪（博多） | 18分            | ●    | ●      | ●      | △          | △        | △      | ●    | ●      | ●      | ●    | ●    | ●          | 53分                  | 鹿児島中央 |
| みずほ ※ | 新大阪         | 27分            | ●    | →      | →      | →          | →        | →      | ●    | →      | →      | →    | →    | ●          | 43分                  | 鹿児島中央 |
| さくら   | 新大阪         | 44・45分        | ●    | ●      | ●      | →          | →        | →      | ●    | →      | →      | →    | ●    | ●          | 09-12分               | 鹿児島中央 |
| つばめ   | 博多           | 51・56分        | ●    | ●      | ●      | ●          | ●        | ●      | ●    |        |        |      |      |            | （熊本40・45分）      | 熊本       |

| 種別     | 始発駅     | 鹿児島中央駅 発車時刻 | 鹿児島中央 | 川内 | 出水 | 新水俣 | 新八代 | 熊本 | 新玉名 | 新大牟田 | 筑後船小屋 | 久留米 | 新鳥栖 | 博多 | 博多駅 到着時刻 | 終着駅         |
| -------- | ---------- | --------------------- | ---------- | ---- | ---- | ------ | ------ | ---- | ------ | -------- | ---------- | ------ | ------ | ---- | --------------- | -------------- |
| みずほ ※ | 鹿児島中央 | 02分                  | ●          | →    | →    | →      | →      | ●    | →      | →        | →          | →      | →      | ●    | 18分            | 新大阪         |
| さくら   | 鹿児島中央 | 04分                  | ●          | ●    | ●    | ●      | ●      | ●    | △      | △        | △          | ●      | ●      | ●    | 39・40分        | （博多）新大阪 |
| つばめ   | 熊本       | （熊本10・11分）      |            |      |      |        |        | ●    | ●      | ●        | ●          | ●      | ●      | ●    | 59-01分         | 博多           |
| さくら   | 鹿児島中央 | 48分                  | ●          | ●    | →    | →      | →      | ●    | →      | →        | →          | ●      | ●      | ●    | 14分            | 新大阪         |
| さくら ◆ | 鹿児島中央 | 10分                  | ●          | ●    | ●    | ●      | ●      | ●    | →      | →        | →          | ●      | ●      | ●    | 45分            | （博多）新大阪 |

●：停車、△：1日1本停車、→：通過、◆：臨時列車、※：日中の一部の時間帯では運転しない

#### 号数の振り方
2017年3月4日ダイヤ改正時点における号数の割り当ては次の通り。
- みずほ
  - 新大阪駅 - 鹿児島中央駅間：600 - 611号、臨時列車は613 - 620号
- さくら
  - 新大阪駅 - 熊本駅・鹿児島中央駅間：定期列車は540 - 570号台、臨時列車は580 - 590号台（熊本駅始発、終着は540号、573号のみ）
  - 広島駅 - 鹿児島中央駅間：451号, 458号
  - 新下関駅・博多駅 - 鹿児島中央駅間：定期列車は400 - 410号台、臨時列車は380 - 390号台（新下関駅始発は407号のみ）
- つばめ
  - 小倉・博多駅 - 筑後船小屋駅・熊本駅・鹿児島中央駅間、熊本駅・川内駅 - 鹿児島中央駅間：300 - 350号台（小倉駅終着は306号のみ）

## 事業の効果と影響

### 公共交通機関の変化

#### 福岡 - 鹿児島
福岡県 - 鹿児島県間の公共交通機関分担率の変化は、八代 - 西鹿児島間がスーパー特急方式で着工された1991年度は、航空40%、鉄道（JR定期外）50%、乗合バス10%、全区間フル規格化が決定された2000年度は航空40%、鉄道47%、バス13%であったが、部分開業後の2004年度には航空16%、鉄道66%、バス18%と鉄道が増加、航空が減少し、全線開業後の2012年度では航空3%、鉄道84%、バス11%と鉄道がさらに増加し、航空は5%以下となった。
運行本数の変化は、1991年10月時点では、鉄道が15本、航空が10本、高速バスが18本、2000年10月時点では鉄道が16本、高速バスが24本、航空が13本であったが、2004年10月時点では鉄道が30本と大幅に増加し、高速バスも24本に増加、航空が8本に減少した。2011年3月時点では鉄道が35本と微増、高速バスが24本と横ばいであり航空が2本とさらに減少した。
鉄道利用実績は、2000年度時点では83万人であったものが部分開業後の2004年度には142万人と大きく増加し、全線開業後の2011年度には207万人とさらに増加し、2013年度には204万人と開業前の2倍以上に増加している。また、定期利用についても2000年度はほぼ0人であったものが、2011年度には1.20万人に増加し、2013年度には2.26万人となっている。

#### 熊本 - 鹿児島
熊本県 - 鹿児島県間の運行本数の変化は、八代 - 西鹿児島間がスーパー特急方式で着工された1991年10月時点では、鉄道16本、高速バス10本、全区間フル規格化が決定された2000年10月時点では鉄道16本、高速バス10本であったが、部分開業後の2004年10月には鉄道が32本と2倍に増加した一方、熊本 - 鹿児島間の高速バス（きりしま号、ハイビスカス号）は廃止され、代替として人吉 - 鹿児島空港間12往復の路線が開設された。4年後の2008年10月に「きりしま号」は運行を再開した。

#### 福岡 - 熊本
福岡県 - 熊本県間の公共交通機関分担率の変化は、全区間がフル規格着工された2000年度には、鉄道（JR定期外）71%、乗合バス28%、航空1%であり部分開業後の2004年度は鉄道63%、バス36%、航空1%、全区間開業後の2011年度でも鉄道65%、バス34%、航空1%とほぼ横ばいである。
運行本数の変化は、2000年10月時点では、鉄道 41本、高速バス 50本であったが、2004年10月時点では鉄道が41本と横ばい、高速バス80本と大幅に増加し、2011年3月時点では鉄道が65本と増加したものの、高速バスも80本と多数運行されている。
鉄道利用実績は、2000年度時点では440万人であったものが全線開業直前の2010年度には402万人と緩やかな減少傾向がみられていたが、全線開業後の2011年度には460万人と増加に転じ、2013年度には503万人に増加している。また、定期利用についても2000年度は102万人で2010年度には113万人であったものが、2011年度には146万人に増加し、2013年度には167万人に増加している。

#### 福岡 - 宮崎
博多駅 - 宮崎駅の営業キロは日豊本線経由で405.5 kmであり、九州新幹線開業前の2002年10月時点では日豊本線経由で所要時間が5時間23分であったが、全線開業後の2014年10月時点では九州新幹線と高速バス（B&Sみやざき号）を新八代駅で乗り継ぐ経路が陸上では最速となり、所要時間は下り最短で2時間58分となった。

#### 関西 - 熊本
関西 - 熊本間の公共交通機関分担率の変化は、全区間がフル規格着工された2000年度には、航空が77%と最も多く、鉄道（JR定期外）20%、乗合バス3%であり、部分開業後の2004年度も航空が72%と依然として最も多く、鉄道が24%と微増、バスが4%であったが、全線開業後の2011年度は、鉄道が57%、航空が42%と鉄道と航空の分担率が逆転し、バスは1%となった。
大阪 - 熊本県間の運行本数の変化は、2000年10月時点では、鉄道30本、航空 9本、高速バス1本であったが、2004年は鉄道35本と微増、航空9本、高速バス1本と横ばいで、2011年は鉄道が56本と大幅に増加（うち15本直通）、航空9本、高速バス1本と横ばいである。翌2012年には鉄道の直通本数が23本に増加したが、2014年から関西国際空港 - 熊本空港間で格安航空会社 (LCC) が就航したことで航空の運行本数も微増している。高速バスは夜行便のみが運行されている 。
鉄道利用実績は、2000年度時点では21万人であり、全線開業直前の2010年度には35万人であったが、全線開業後の2011年度には73万人と2倍以上に大きく増加し、2013年度も73万人を維持している。

#### 関西 - 鹿児島
関西 - 鹿児島間の公共交通機関分担率の変化は、全区間がフル規格着工された2000年度には、航空が92%と最も多く、鉄道（JR定期外）6%、乗合バス2%であり、部分開業後の2004年度も航空が88%と依然として最も多く、鉄道が9%と微増、バスが3%であったが、全線開業後の2011年度は、航空が63%に減少、鉄道が36%と増加し、バスは1%となった。
大阪 - 鹿児島県間の運行本数の変化は、2000年には、航空12本、鉄道11本、高速バス2本であったが、2004年は航空13本、鉄道19本と増加、鉄道が19本、バス2本と横ばいで、2011年は航空が12本、鉄道が30本（うち15本直通）と増加、バス2本となった。翌2012年には鉄道の直通本数が23本に増加したが、同年に関西国際空港 - 鹿児島空港間でLCCが就航したことで航空の運行本数も微増している。高速バスは夜行便のみが運行されている。
鉄道利用実績は、2000年度時点では9万人であったものが部分開業後の2004年度は14万人に増加し、全線開業後の2011年度には57万人と大きく増加したが、2013年度は47万人に減少している。

### 並行在来線
2004年の新八代駅 - 鹿児島中央駅間開業時に、並行在来線のうち鹿児島本線 八代駅 - 川内駅間が第三セクターの肥薩おれんじ鉄道線として経営分離された。この区間では、特急列車の間合いなどが不要となり、出水駅 - 川内駅間で普通列車が6本増発されたが、経営分離された区間では運賃が約30%上昇した。輸送密度は経営分離後数年間は900人/日前後であったが徐々に減少し、2012年度で765人/日と減少傾向にある。

### 利用状況
区間ごとの平均通過人員は以下の通り。
| 年度     | 平均通過人員（人/日） | 平均通過人員（人/日） | 平均通過人員（人/日） | 旅客運輸収入 （百万円/年） |
| 年度     | 全区間                | 博多 - 熊本           | 熊本 - 鹿児島中央     | 旅客運輸収入 （百万円/年） |
| -------- | --------------------- | --------------------- | --------------------- | -------------------------- |
| 2004年度 | 8.087                 | 未開業                |                       |                            |
| 2007年度 | 8,528                 | 未開業                |                       |                            |
| 2012年度 | 16,825                |                       |                       |                            |
| 2016年度 | 17,567                | 25,657                | 11,950                | 50,121                     |
| 2017年度 | 19,012                | 27,579                | 13,062                | 54,155                     |
| 2018年度 | 19,275                | 27,986                | 13,226                | 54,940                     |
| 2019年度 | 18,445                | 27,046                | 12,473                | 52,325                     |
| 2020年度 | 8,235                 | 11,939                | 5,663                 | 22,942                     |
| 2021年度 | 9,507                 | 13,625                | 6,648                 | 27,462                     |
| 2022年度 | 13,984                | 20,142                | 9,707                 | 41,509                     |
| 2023年度 | 17,004                | 24,763                | 11,616                | 52,660                     |

## 特急料金・運賃
| 営業キロ・区間 | 営業キロ・区間                                               | 特急料金（円） | 特急料金（円） |
| 営業キロ・区間 | 営業キロ・区間                                               | 自由席         | 指定席         |
| -------------- | ------------------------------------------------------------ | -------------- | -------------- |
| 50 km以下      | 隣接駅間 （新八代駅 - 川内駅間を除く）、 博多駅 - 久留米駅間 | 870            | 1,920          |
| 50 km以下      | 上記以外                                                     | 1,390          | 1,920          |
| 51 – 100 km    | 博多駅 - 筑後船小屋駅間                                      | 1,390          | 1,920          |
| 51 – 100 km    | 上記以外                                                     | 2,010          | 2,540          |
| 101 – 150 km   | 101 – 150 km                                                 | 2,890          | 3,420          |
| 151 – 200 km   | 博多駅 - 新八代駅間                                          | 2,890          | 3,420          |
| 151 – 200 km   | 上記以外                                                     | 3,700          | 4,230          |
| 201 – 250 km   | 201 – 250 km                                                 | 4,430          | 4,960          |
| 251 km以上     | 251 km以上                                                   | 5,150          | 5,680          |

運賃は営業キロに基づいて算出され、営業キロは並行する鹿児島本線と同一となっている。ただし、並行在来線（鹿児島本線）が第三セクター化された新八代駅 - 川内駅間は実キロで算出されている。新鳥栖駅は鳥栖駅と、新大牟田駅は大牟田駅と、新玉名駅は玉名駅と同一位置とみなされて算出される。
上限特急料金は「三角表」により各駅間個別に定められている。51km以上の料金水準としては、ほかの新幹線に比べて高めに設定されている。また、座席指定の際は東海道・山陽新幹線と同様に閑散期・通常期・繁忙期・最繁忙期の設定が行われており、閑散期は一律200円引き、繁忙期は一律200円増し、最繁忙期は一律400円増しとなる。全線開業以前の座席指定料金は通年同額であった。エクスプレス予約では2022年6月25日の導入後、運賃・料金改定前の2025年3月までは通年同額であった。
また、九州新幹線では以下の特定特急料金区間が設定されている。
- 隣接駅間の自由席特急料金（2駅間となる博多駅 - 久留米駅間を含む。新八代駅 - 川内駅間の各隣接駅相互間は適用外）
- 上記を除く50 km以下の区間（新八代駅 - 川内駅間の各隣接駅相互間を含む）および博多駅 - 筑後船小屋駅間（営業キロ51.5 km、50 km以下と同額に調整）
- 博多駅 - 新八代駅間（営業キロ151.3 km、150 km以下と同額に調整）

グリーン車を利用する場合には、自由席特急料金と同額（ただし、上記の特定特急料金区間のうち1.に該当する区間は1,260円）の特急料金に利用区間に応じたグリーン料金を加算した金額となる（2023年4月乗車分より、特急料金部分〈または総額〉に対して閑散期は一律200円引き、繁忙期は一律200円増し、最繁忙期は一律400円増し）。「グリーン料金」を参照。
一部直通運転を行う山陽新幹線とは特急料金・グリーン料金の算出にあたって営業キロを通算せず、博多駅までのそれぞれの個別料金を合算する。特定特急料金の対象となる区間（隣接駅間料金となる小倉駅 - 博多駅間・博多駅 - 新鳥栖駅間など）については、通常の計算ルールに基づく料金ではなく特定特急料金が合算の対象となる。
なお、九州新幹線と山陽新幹線を通しで乗車する場合（直通列車に乗車、または博多駅で途中下車をせずに乗り換えた場合）の特急料金（指定席）については「自由席特急料金の合算額+530円（通常期）」となるように低減措置が行われる。この場合の自由席特急料金は特定特急料金により算出された額のケースを含むため、指定席の特急料金の単純合算より1000円以上安くなる区間もある。この低減措置は山陽新幹線各駅と九州新幹線各駅の間を乗車する時に適用され、東海道新幹線（京都以東）から通しで乗車した場合は適用されない。
「みずほ」の指定席については、山陽新幹線区間で「のぞみ」と同じ料金表を用いる（320 - 740円の加算料金が発生する）が、九州新幹線区間においては「さくら」「つばめ」と同じ料金表を用いる。
JR九州は2025年4月1日に運賃・料金改定を実施し、九州新幹線においては普通運賃ならびに新幹線特急料金を改定した。普通運賃は平均14.6%、九州新幹線の新幹線特急料金は平均12.4%それぞれ引き上げられた。なお、新八代駅 - 川内駅間を除く隣接駅間ならびに博多駅 - 久留米駅間において自由席を利用する場合に適用される特定特急料金870円は変更されなかった。

### 特別企画乗車券
※詳細や設定区間については、JR九州の 公式サイト などを参照。

### インターネット予約割引
九州新幹線では「JR九州インターネット列車予約」、「EXサービス（EX予約・スマートEX）」での予約・購入限定の割引きっぷが発売されている。在来線特急列車の主要区間と比較すると、割引率は低めの設定となっている。
山陽新幹線と九州新幹線を跨ぐ割引きっぷはJR西日本のインターネット予約サービス「e5489」でも予約・購入することができる。
インターネット予約専用の割引サービスとして以下のものがある。

#### 九州新幹線用
JR九州管内の新幹線・特急列車を「JR九州インターネット列車予約」（以下、インターネットという）を利用して予約した場合に、列車・設備・座席数を限定しての適用となる。下記のきっぷは、小倉駅 - 博多駅間も含め、山陽新幹線には乗車できず、利用区間に同区間が含まれる場合は主に並行する鹿児島本線の特急列車などが対象列車となっている。
九州ネットきっぷ
インターネットで予約した場合に適用される切符で当日まで購入可能。普通車自由席用、普通車指定席用、グリーン車用を選択できる。通常の割引後の販売価格は新幹線自由席利用の場合の片道分と同等で、1枚から購入可能。なお、2025年4月1日購入分から、九州新幹線完結の商品についてはシーズン別料金が適用され、閑散期は200円引き、繁忙期は200円増し、最繁忙期は400円増しとなる。
九州ネット早特7
インターネットを利用して、乗車日の7日以前に指定席を予約した場合に割安な料金で購入できるタイプの割引きっぷ。博多駅 - 熊本駅間の普通車指定席のみ設定がある。価格は時間帯や列車種別に応じて変動するダイナミックプライシングが導入されている。
在来線特急列車向けの「九州ネット早特3」と異なり列車や座席の変更は不可で、予約した列車に乗り遅れて別の列車に乗車する場合などは乗車券部分のみが有効となる（この場合、改めて別途特急券の購入が必要）。
B&Sみやざきネットきっぷ
インターネットで高速バス「B&Sみやざき号」を予約した場合に適用される切符で当日まで購入可能。九州新幹線の普通車指定席と「B&Sみやざき」を利用できる。九州新幹線のグリーン車を利用する場合には別途グリーン料金が必要となる。博多駅 - 新八代駅間は九州新幹線、新八代駅前 - 宮崎駅間は高速バス利用となる。
B&Sみやざきネット早得7
インターネットで高速バス「B&Sみやざき号」を乗車日の7日以前に予約した場合に「B&Sみやざきネットきっぷ」よりも割安な料金で購入できるタイプの割引きっぷ。
B&Sみやざきネット早得14
インターネットで高速バス「B&Sみやざき号」を乗車日の14日以前に予約した場合に「B&Sみやざきネットきっぷ7」よりも割安な料金で購入できるタイプの割引きっぷ。
EX早得3
乗車日の3日前までにEXサービス（EX予約、スマートEX）で予約した場合、博多ー熊本・鹿児島中央間が割安に購入することができる割引きっぷ（なお、博多ー熊本間については先述の九州ネット早得7の方が割安）。列車・設備・座席数限定で発売される。

#### 九州新幹線・山陽新幹線直通用
九州新幹線と山陽新幹線を含むJR九州、JR西日本、およびJR四国の特急列車の相互利用で、JR九州の「JR九州インターネット列車予約」、JR西日本の「e5489」（以下、インターネットという）で予約した場合に適用される。
eきっぷ
九州・山陽新幹線に跨る区間をインターネットで予約した場合に適用される切符で当日まで購入可能。普通車自由席用、普通車指定席用、グリーン車用を選択できる。JR九州のクレジットカード「JQ CARD」、JR西日本の「J-WESTカード」の会員に限り購入できる。
スーパー早特きっぷ
インターネットを利用して、乗車日の14日前までに予約した場合、「eきっぷ」、「e早特」よりも高い割引率で購入することができる。列車・設備・座席数限定で発売される。
「eきっぷ」などとは異なり、「JQ CARD」「J-WESTカード」の会員以外でも購入することができる。
スーパー早特21
インターネットを利用して、乗車日の21日前までに予約した場合、新大阪・新神戸ー熊本・鹿児島中央間が「スーパー早得きっぷ」よりも高い割引率で購入することができる。列車・設備・座席数限定で発売される。
EX早得7
EXサービス（EX予約、スマートEX）を利用して、乗車日の7日前までに予約した場合、EXサービスの通常の商品より安く購入することができる（スーパー早得きっぷ・スーパー早得21が利用できる条件下ではそれらの方が割安）。列車・設備・座席数限定で発売される。

### 新幹線定期乗車券

#### 新幹線エクセルパス
九州新幹線用定期乗車券を、新幹線エクセルパスとして発売している。新幹線エクセルパスは「みずほ」「さくら」「つばめ」の普通車自由席に乗車可能で通勤用・通学用があり、期間は1・3・6か月の3種類。

#### 定期券専用新幹線特急料金回数券
定期券専用新幹線特急料金回数券は、普通定期乗車券に組み合わせて九州新幹線の普通車自由席に乗車できる4枚つづりの新幹線特急料金回数券である。
博多駅、熊本駅、鹿児島中央駅を中心とした一部の区間に設定されており、該当する区間を含む普通定期乗車券にのみ組み合わせて利用できる。在来線の駅が併設されていない新大牟田駅、新玉名駅については大牟田駅、玉名駅を含む定期乗車券とそれぞれ組み合わせることができる（博多駅 - 新鳥栖駅間は博多駅 - 鳥栖駅間の普通定期乗車券と組み合わせることはできない）。
また、定期券以外の乗車券、SUGOCA定期乗車券と組み合わせることはできない。

### 過去の割引きっぷ
ビックリつばめ2枚きっぷ
博多駅 - 熊本駅で「つばめ」の普通車指定席に乗車できる2枚つづりの回数券。アミュプラザ博多などで利用できるお買い物利用券がセットになっていた。お買い物利用券は2011年6月の発売開始時は1500円分だったが、2013年4月利用分から1000円分に変更されていた。 2015年3月31日をもって発売を終了した。
九州新幹線2枚きっぷ
九州新幹線「みずほ」「さくら」「つばめ」の普通車自由席に乗車できる2枚綴り回数券。普通車指定席を利用する場合は指定料金券を、グリーン車を利用する場合はグリーン料金券を必要とした。
九州新幹線の駅相互間、熊本駅・鹿児島中央駅と九州新幹線を経由する在来線主要駅との間、福岡市内 - 宮崎駅間（鹿児島中央駅経由）などに設定されていた。北九州市内発着も設定されていたが、この切符では山陽新幹線小倉駅 - 博多駅間には乗車できず、北九州市内 - 博多駅間を移動する場合は、在来線の鹿児島本線の普通列車、またはソニック、きらめきなど、同線経由の特急列車の普通車自由席に乗車できた。
2021年3月31日をもって発売を終了した。
九州新幹線日帰り2枚きっぷ
新幹線普通車自由席に乗車できる2枚つづりの回数券。その名の通り日帰り利用を想定し、博多駅から程近い区間に設定され、有効期間は通常の2枚きっぷより短い1日のみ（ただし、2人での片道利用も可能）。通常の2枚きっぷよりも割引率が高くなっていた。2021年3月31日をもって発売を終了した。
つばめ限定! 九州ネット早特7
対象列車を博多駅 - 熊本駅間の「つばめ」に限定した上で、割引率を通常の「九州ネット早特7」よりさらに高くしたもの。「みずほ」「さくら」及び在来線には乗車できない。2021年3月31日をもって発売を終了した。
列車限定! 九州ネット早特14、JQ限定! 九州ネット早特14
インターネットを利用して、乗車日の14日以前に指定席を予約した場合に「九州ネット早特7」よりもさらに割安な料金で購入できるタイプの割引きっぷ。対象列車が限定されており、対象列車の普通車指定席に空席があった場合のみ販売される。また、年末年始や夏休み期間などの繁忙期に発着する列車は利用できない。設定区間は博多駅 - 鹿児島中央駅間のみ。
2018年度からはクレジットカード「JQ CARD」決済限定の「JQ限定! 九州ネット早特14」として発売されたが、2021年3月31日をもって発売を終了した。
以下は九州新幹線の全線開業以前に発売されていた割引きっぷである。
- 新幹線つばめ2枚きっぷ
- 限定つばめ週末2枚きっぷ（週末・時間帯限定版）
- 平日学割! ナイスゴーイングつばめボックスきっぷ（平日用・年齢限定）も発売されていた。

B&Sみやざき2枚きっぷ
博多駅 - 新八代駅間の九州新幹線と新八代駅前 - 宮交シティ・宮崎駅間の高速バス「B&Sみやざき号」を乗り継いで利用できる2枚つづりの回数券。九州新幹線内では新八代駅を通過する列車を含む「みずほ」「さくら」「つばめ」の普通車自由席に乗車できる。普通車指定席を利用する場合は指定料金券が、グリーン車を利用する場合にはグリーン料金券が必要となる。「B&Sみやざき号」は全車指定席のため、あらかじめ座席の指定を受ける必要がある。2022年3月31日発売分をもって発売を終了した
B&Sみやざき早特往復きっぷ
九州新幹線と高速バス「B&Sみやざき号」を乗り継いで利用できる早期購入割引切符。発売期間は帰りの乗車日の1か月前から出発日の3日前まで。
博多駅 - 新八代駅間は九州新幹線、新八代駅前 - 宮崎駅間は高速バス利用となる。2015年3月31日乗車分をもって発売を終了した。
大阪／神戸早特往復きっぷ
2013年7月1日より販売開始された、九州・山陽新幹線直通列車用の早期購入割引切符。発売期間は帰りの乗車日の1か月前から出発日の7日前まで。設定区間を直通運転する「みずほ」または「さくら」の普通車指定席が往復とも確保できた場合に販売される。
購入時に指定した列車の指定席以外は乗車できない。2021年3月31日利用開始分をもって販売終了した。
「のぞみ&九州新幹線」早特往復きっぷ
東海道・山陽新幹線「のぞみ」と九州新幹線「みずほ」「さくら」「つばめ」を乗り継ぐタイプの早期購入割引切符。JR九州・JR西日本（京都発のみ）・JR東海が販売し、従来販売されていた「九州往復割引きっぷ」を置き換えるものとなっている。
東京都区内・名古屋市内 - 熊本・鹿児島中央間 と、京都 - 久留米/新大牟田/熊本/新水俣/鹿児島中央間に設定されており（東京往復は九州発のみ設定）、往復とも「のぞみ」普通車指定席と「みずほ」「さくら」「つばめ」普通車指定席を博多駅で乗り継ぐ場合に料金を割り引く。発売期間は出発日の21日前から7日前までで、往復すべての座席が確保できた条件で発行されるが、復路に限り後続列車の普通車自由席が利用できる。ただし、「のぞみ」と「みずほ」「さくら」「つばめ」の乗継駅は博多駅のみの指定となっており、復路の自由席利用時も含めて「みずほ」「さくら」の新大阪駅 - 博多駅間には乗車できない。
e早特
インターネットを利用して、乗車日の3日前までに予約した場合、列車・設備・座席数限定で適用される早期購入割引切符。通常のeきっぷよりも割引率は高いが、自由席・指定席・グリーン席の利用に関わらず乗車列車の指定が必要となり、ほかの列車には自由席も含めて乗車できない。JR九州の「JQ CARD」、JR西日本の「J-WESTカード」の会員に限り購入できる。2022年3月31日乗車分をもって発売を終了した。

## 沿革

### 構想から整備計画の決定
1969年（昭和44年）5月30日に「新全国総合開発計画」が閣議決定された。この中で主要開発事業の構想として「福岡と熊本を結び，九州南部に至る九州新幹線鉄道の建設を進めるとともに、西九州新幹線鉄道、東九州新幹線鉄道、九州・四国連絡新幹線鉄道（中略）等の建設を図る。」と現在の九州新幹線に相当する新幹線鉄道を含むいくつかの新幹線路線の建設構想が盛り込まれた。
1970年（昭和45年）に全国新幹線鉄道整備法（以下全幹法）が公布された。この法律により、逼迫する幹線の輸送力増強を目的とした東海道・山陽新幹線とは異なり、経済発展や地域の振興を目的とした新幹線の建設が行われるようになった。1972年（昭和47年）6月29日に基本計画が決定、7月3日に全幹法第5条第1項の規定による「建設を開始すべき新幹線鉄道の路線を定める基本計画」（昭和47年運輸省告示第243号）により北海道新幹線（青森市・札幌市）、北陸新幹線（東京都・大阪市）、九州新幹線（福岡市・鹿児島市）の3路線の基本計画が告示された。この基本計画において九州新幹線（福岡市・鹿児島市）は福岡市を起点として鹿児島市を終点とすることが示された。
翌年の1973年（昭和48年）11月13日には前述の3路線に加え、東北新幹線（盛岡市・青森市）、九州新幹線（福岡市・長崎市）を含む5路線（いわゆる整備新幹線）の整備計画が決定された。九州新幹線（福岡市・鹿児島市）は主要な経過地として「熊本市附近、川内市附近」が示され、建設主体は日本国有鉄道（国鉄）とされた。

### 建設の凍結と運輸省案による暫定整備計画
国鉄の経営悪化などを背景に1982年（昭和57年）9月の臨時行政調査会の基本答申に沿って、九州新幹線を含む整備新幹線計画を当面見合わせる閣議決定がなされた。

九州新幹線の運輸省案

1986年（昭和61年）8月に八代 - 西鹿児島間の認可申請が行われた。国鉄改革や行財政改革の進展、沿線地域の建設促進への強い要望などを背景に、1987年（昭和62年）1月に整備新幹線見合わせの閣議決定が変更され、九州新幹線の建設に道が開かれた。しかし、建設費を削減するため、いわゆる「運輸省案」が考案され、九州区間については以下のような案が検討された 。九州では博多 -  鹿児島間の旅客流動が大きく、博多での乗り換えを解消する必要性は低いことから、時間短縮効果の大きい八代 - 西鹿児島間に、新幹線と同じ規格の新線を建設するが当面狭軌を敷設する新幹線鉄道規格新線（スーパー特急方式）による整備を行い、博多 - 西鹿児島間に最高速度200 km/hのスーパー特急を運行するとされた。これにより博多 - 西鹿児島間は4時間6分から2時間7分に短縮されるとした。
1987年（昭和62年）4月に国鉄が民営化され、国鉄が建設主体とされていた九州新幹線は、日本国有鉄道改革法等施行法の附則により九州旅客鉄道（JR九州）が建設主体とされたが、同年9月に施行された「旅客鉄道株式会社が建設主体とされている新幹線鉄道の建設に関する事業の日本鉄道建設公団への引継ぎに関する法律」により、九州新幹線の建設は日本鉄道建設公団に引き継がれた。
1988年（昭和63年）8月31日の「整備新幹線の取扱いについて」において整備新幹線着工優先順位が示され、1(i)として北陸新幹線高崎 - 軽井沢間の標準軌新線、なお軽井沢 - 長野間の取扱いは1998年冬季五輪の開催地決定を考慮して3年以内に結論を出す。1(ii)として高岡 - 金沢間の新幹線規格新線。2として東北新幹線。3として九州新幹線。4として糸魚川 - 魚津間の新幹線規格新線とされた。
1989年（平成元年）1月17日の政府与党申合わせにおいて、整備新幹線の建設主体などなどが示された。整備新幹線の事業費はJR、国、沿線の地方自治体の負担とすること。建設主体は日本鉄道建設公団とし、建設した鉄道施設を公団がJRに有償で貸し付けること。北陸新幹線高崎 - 軽井沢間を平成元年度から本格的に着工すること、あわせて難工事推進事業として3トンネルについても平成元年度中に着手することなどが示された。
1989年（平成元年）6月に難工事推進事業として、出水 - 川内間の第三紫尾山トンネルの着工が認可された。1992年（平成3年）に新幹線直通線（ミニ新幹線）や新幹線鉄道規格新線（スーパー特急）による「暫定整備計画」を決定できるよう全幹法が改正された。
昭和63年の「整備新幹線の取扱いについて」において優先順位3位であった九州新幹線（鹿児島ルート）は、1991年（平成3年）8月に八代市 - 鹿児島市間の暫定整備計画が決定、その後、八代 - 西鹿児島間125.2 kmの工事実施計画が認可され、9月に起工式が行われた。
新八代 - 西鹿児島間は鹿児島本線千丁駅の南方約1 km付近に新設される北八代信号場を起点に西鹿児島駅に至る路線延長約128 kmの計画であった。
JR九州初代社長を務めた石井幸孝によると、東京 - 浜松間は直線距離約200kmで東海道新幹線が圧倒的に強いのに対して、福岡 - 鹿児島間は同距離でJR特急、高速バス、乗用車、航空機が互角で競争が激しかった。それゆえに、「JR九州には新幹線のないつらさが肌身にしみていた。民営化後ほどなく整備新幹線の建設再開が議論された時、JRのなかでもJR九州はいち早く推進派になった」と述べていた。

### 全区間着工及びフル規格化
1996年（平成8年）12月25日の「整備新幹線の取扱いについて　政府与党合意」では九州新幹線（鹿児島ルート）の新規着工区間として船小屋 - 新八代間の新幹線鉄道規格新線（スーパー特急方式）が示された。平成8年の合意に基づいて、1998年（平成10年）1月に「政府・与党整備新幹線検討委員会における検討結果」が公表され、従来の整備新幹線計画が維持されていることを確認したうえで新規着工区間が示された。。同年3月12日に船小屋 - 新八代間の暫定整備計画が決定された。船小屋 - 新八代間は鹿児島本線船小屋駅の南方約1 kmに新設される南船小屋信号場で分岐し、既設の熊本駅を経由して新八代駅に至る路線延長約83 kmの計画であった。
2000年（平成12年）12月18日の「整備新幹線の取扱いについて」政府・与党申合せにおいて、九州新幹線（鹿児島ルート）の新八代 - 西鹿児島間について「フル化し、平成15年度末の完成を目指す」とされた。博多 - 新八代間についても「フル化し、今後概ね12年後の完成を目指す交通結節点として新鳥栖駅の整備を行う」とされた。翌2001年（平成13年）4月には九州新幹線（鹿児島ルート）博多 - 西鹿児島間全区間が標準軌新線（フル規格）による工事実施計画の追加認可を受け、着手した。
2003年（平成15年）10月1日に鉄道建設・運輸施設整備支援機構が設立され、日本鉄道建設公団は解散した。これにより九州新幹線（鹿児島ルート）の建設・貸付け業務は機構に引き継がれた。

### 新八代 - 鹿児島中央間の部分開業

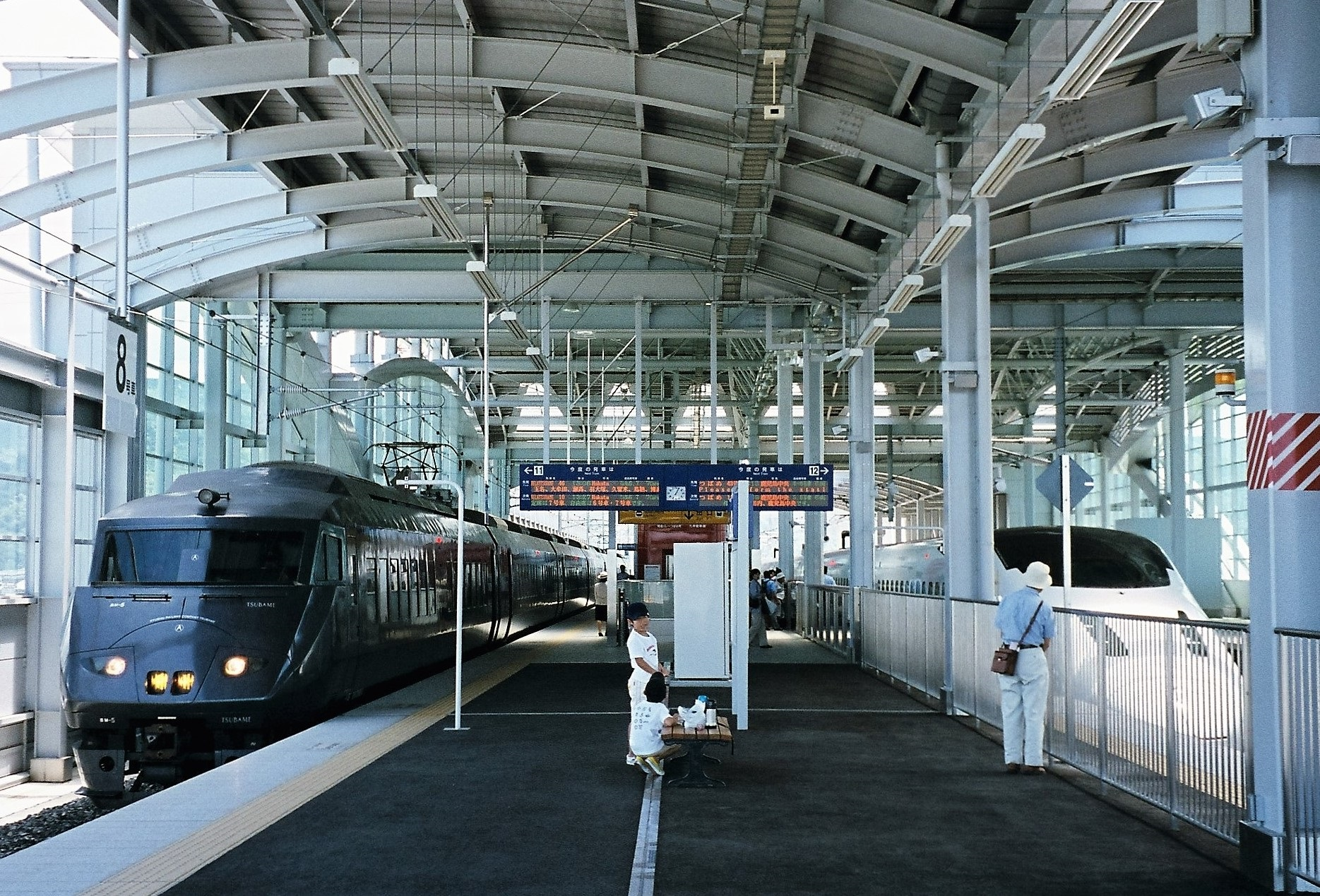
新八代駅での対面接続の様子

2004年（平成16年）3月12日に九州新幹線 新八代駅 - 鹿児島中央駅間が開業した。新幹線開業に伴い西鹿児島駅は鹿児島中央駅に改称した。これにより、新八代駅 - 鹿児島中央駅間の所要時間は2時間2分から34分となった。
新幹線「つばめ」は新八代駅 - 鹿児島中央駅間で運行され、新八代駅では博多駅 - 新八代駅間の在来線特急「リレーつばめ」との同一ホームによる対面乗り換えが開始された。これにより、博多駅 - 鹿児島中央駅の所要時間は3時間40分から1時間30分短縮されて2時間10分となった。また、新八代駅で接続する新幹線「つばめ」と在来線特急「リレーつばめ」に同一の号数を割り当てる、乗車券と在来線特急券、新幹線特急券を1枚のきっぷとして発券する、指定席においては2つの列車を同一座席で発売をするなど、乗り換えの負担低減が図られていた。
2004年（平成16年）12月16日の「整備新幹線の取扱いについて」政府・与党申合せにおいて、九州新幹線 博多 - 新八代間については平成22年度末の開業を目指すとされた。

### 全線開業後
2011年（平成23年）3月12日に九州新幹線 博多駅 - 新八代駅間が開業し、九州新幹線（鹿児島ルート）は全線開業した。これにより、博多駅 - 鹿児島中央駅間が53分短縮され1時間19分に、博多駅 - 熊本駅間が40分短縮され33分となった。また、山陽新幹線との直通運転を1日当たり15往復開始したことで九州と関西地区の所要時間も短縮され、新大阪駅 - 鹿児島中央駅間が1時間17分短縮され3時間45分に、新大阪駅 - 熊本駅間が58分短縮され2時間59分となった。
翌2012年（平成24年）春のダイヤ改正時には新八代駅構内の改良工事が完了したことで所要時間がさらに短縮され、新大阪駅 - 鹿児島中央駅間が最速3時間43分となった。また、直通運転用の車両が増備され、山陽新幹線との直通列車は23往復となった。

#### 熊本地震による被災と復旧
2016年（平成28年）4月14日21時26分に発生したM6.5 最大震度7の前震、および16日1時25分に発生したM7.3 最大震度7の本震など一連の平成28年熊本地震により、九州新幹線は大きな被害を受けた。4月14日夜の前震発生時に九州新幹線では9本の列車が走行していたが、そのうち熊本駅から熊本総合車両所に向かっていた回送列車（800系6両編成）が熊本駅から鹿児島中央駅方約1.3 kmの坪井川橋梁上で脱線し、その車両は16日未明の本震により最大23cm動いた。その他の全列車は地震感知による送電停止により緊急停車し、脱線することはなく、駅間に停車した列車の乗客の救済は翌朝までに完了した。地上設備においては橋脚受け部の破損、防音壁の落下等が生じたが、九州新幹線の構造物は1995年の兵庫県南部地震（阪神・淡路大震災）級の地震に耐えられる基準で設計されていたことから、構造物の基本的な部分に関する致命的な損傷は少なかった。駅部では熊本駅や新八代駅で損壊が生じた。また、回送列車が脱線したことで軌道の損傷が生じた。
脱線した回送車両は河川橋梁上であり大型クレーンが近づくことができないため、脱線復旧機材を用いて載線した後、モーターカーによる牽引で1両ずつ熊本総合車両所に搬入された。
熊本県以外では被害はほぼ生じなかったが、脱線箇所が熊本総合車両所に近く、車両の出入区に支障をきたした影響で車両の検査ができず、全線で運転再開ができなかった。その後、4月21日に新水俣駅 - 鹿児島中央駅間で、23日午後に博多駅 - 熊本駅間で、27日午後に熊本駅 - 新水俣駅間で運転を再開し、九州新幹線は地震発生から13日後に全線で運転再開を果たした。翌28日には山陽新幹線との相互直通運転を再開した。ただし、一部区間では徐行運転を行い所要時間が通常より長くなる、運行本数が通常の約9割になる、通常は鹿児島中央駅発着の一部列車が熊本駅発着になるなど、変則的なダイヤで運転された。このときの特急券などの取り扱いについては、山陽新幹線との直通列車は通常通り指定席を発売していたが、九州新幹線内のみを走行する列車については、普通車は全車自由席とし、グリーン車（N700系のみ）は車内でのみグリーン券を発売するといった対応を行っていた。7月4日からは通常ダイヤの本数、運転区間に戻り、九州新幹線内のみを運行する列車の指定席の販売も再開された。熊本駅 - 新八代駅間では、この後も一部区間で引き続き徐行運転を行い、鹿児島中央駅発着の列車は所要時間が通常より数分延びた状態で運行していた。2017年3月4日から、地震により被害を受けた設備の補修や脱線防止ガードの敷設など復旧・地震対策作業が完了することに伴い、熊本駅 - 新八代駅間の一部で行われていた徐行運転を解除し、所定の速度での運転を再開した。

### 年表

#### 開業前 国鉄時代
- 1964年（昭和39年）
  - 3月23日：日本鉄道建設公団発足[66]。
  - 10月1日：東海道新幹線 東京駅 - 新大阪駅間開業[67]。
- 1969年（昭和44年）
  - 5月30日：新全国総合開発計画閣議決定[68]。
- 1970年（昭和45年）
  - 5月18日：全国新幹線鉄道整備法公布[68][広報 18]。
- 1972年（昭和47年）
  - 3月15日：山陽新幹線 新大阪駅 - 岡山駅間開業[67]。
  - 6月29日：北海道新幹線（青森市 - 札幌市）、東北新幹線（盛岡市 - 青森市）、北陸新幹線（東京都 - 大阪市）、九州新幹線（福岡市 - 鹿児島市）4路線の基本計画決定および調査の指示[69][広報 19][広報 20][広報 21]。
  - 7月3日：昭和47年運輸省告示第243号により、前述の4路線の基本計画公示[69]。
- 1973年（昭和48年）
  - 11月13日：北海道新幹線（青森市 - 札幌市）、東北新幹線（盛岡市 - 青森市）、北陸新幹線（東京都 - 大阪市）、九州新幹線（福岡市 - 鹿児島市）、九州新幹線（福岡市 - 長崎市）5路線の整備計画決定および建設の指示[69]>[広報 22]。
- 1975年（昭和50年）
  - 3月10日：山陽新幹線 岡山駅 - 博多駅間開業[67]。
- 1982年（昭和57年）
  - 9月24日：臨時行政調査会第三次答申にて、財政赤字の拡大、国鉄の経営悪化を理由に整備新幹線の建設計画の当面見合わせを閣議決定[1][69]。
- 1984年（昭和59年）
  - 10月12日：環境影響評価報告書案を公表[69]。
- 1986年（昭和61年）
  - 8月29日：博多 - 西鹿児島間の工事実施計画認可申請[69]
- 1987年（昭和62年）
  - 1月30日：整備新幹線計画見合わせの閣議決定を変更[69]。

#### 開業前 JR九州発足後
- 1987年（昭和62年）
  - 4月1日：国鉄分割民営化に伴い、JR各社および新幹線鉄道保有機構発足。九州新幹線は九州旅客鉄道（JR九州）の管轄とされる。
  - 9月：「旅客鉄道株式会社が建設主体とされている新幹線鉄道の建設に関する事業の日本鉄道建設公団への引き継ぎに関する法律」により、九州新幹線の建設は日本鉄道建設公団に引き継ぎ。
- 1988年（昭和63年）
  - 8月31日：「整備新幹線の取扱について」政府・与党申合せにおいて整備新幹線着工優先順位決定。九州新幹線は運輸省案で第3位[54]。
- 1989年（平成元年）
  - 1月17日：「平成元年度予算編成にあたっての整備新幹線の取扱について」により整備新幹線の旧財源スキーム策定[70]。
  - 6月2日：整備新幹線難工事推進事業計画（第三紫尾山トンネル）認可[69]。
  - 8月8日：第三紫尾山トンネル安全祈願祭[69]。
- 1990年（平成2年）
  - 4月1日：西日本旅客鉄道（JR西日本）博多南線 博多駅 - 博多南駅間開業。
  - 12月24日：「整備新幹線着工等について政府与党申合せ」により八代 - 西鹿児島間のスーパー特急方式による着工を決定。同時に、並行在来線をJRから経営分離することを明記。
- 1991年（平成3年）
  - 8月8日：八代 - 西鹿児島間の暫定整備計画決定及び建設の指示[52]。
  - 8月22日：八代 - 西鹿児島間の工事実施計画（スーパー特急方式）認可[52]。
  - 9月7日：八代 - 西鹿児島間起工式[52]。
  - 10月1日：新幹線鉄道保有機構が解散し、鉄道整備基金設立[広報 18]。
- 1992年（平成4年）
  - 6月19日：運輸政策審議会が、「五大都市（東京、大阪、名古屋、札幌、および福岡）から地方主要都市までを概ね3時間程度で結ぶ」とする答申を発表。
- 1994年（平成6年）
  - 2月8日：非自民連立政権の政府・与党が新規着工凍結の申し合わせ[広報 18]。
  - 9月：自社さ連立政権の政府・与党に整備新幹線検討委員会を設立[広報 18]。
  - 12月19日：自社さ連立政権の政府・与党が再度新規着工凍結の申し合わせ。熊本駅部の先行整備決定[広報 18]。
- 1996年（平成8年）
  - 12月25日：「新幹線の取扱いについて 政府与党合意」により新幹線の新財源スキーム、新規着工区間など決定。上下分離方式により、JRは受益の範囲を限度とした貸付料を支払うこととされる[国交省 1]。
- 1997年（平成9年）
  - 5月：全国新幹線鉄道整備法改正（財源スキームの見直し）。
  - 10月1日：鉄道整備基金が船舶整備公団と統合し、運輸施設整備事業団設立。
- 1998年（平成10年）
  - 1月21日：「政府・与党整備新幹線検討委員会における検討結果」公表。従来の整備計画として、九州新幹線（鹿児島ルート）博多 - 西鹿児島間の維持を確認。船小屋信号場 - 新八代間をスーパー特急方式で優先的に認可・着工することを決定[国交省 2]。
  - 2月3日：船小屋信号場 - 八代間の暫定整備計画決定[広報 22]。
  - 3月12日：船小屋信号場 - 新八代間工事実施計画（スーパー特急方式）認可[JRTT 1]。
  - 10月13日：九州新幹線鹿児島ルート 八代 - 西鹿児島間の工事実施計画変更認可。同区間の起点が新八代駅に変更される[71]。
- 1999年（平成11年）
  - 5月12日：九州新幹線鹿児島ルート 船小屋信号場 - 新八代間の工事実施計画変更認可[広報 22]。
- 2000年（平成12年）
  - 12月18日：「整備新幹線の取扱いについて」政府・与党申し合わせにおいて、博多 - 船小屋信号場間の着工、全線のフル規格化、交通結節点として、新鳥栖駅の整備を行うことを決定。新八代 - 西鹿児島間は2003（平成15）年末、博多 - 新八代間は今後概ね12年後の完成を目指すことを決定。なお、今回着工しない区間は東北新幹線 盛岡 - 八戸間および九州新幹線 新八代 - 西鹿児島間の完成後に見直すこととした[国交省 3]。
- 2001年（平成13年）
  - 4月25日：九州新幹線鹿児島ルート 新八代 - 西鹿児島間の工事実施計画追加認可（フル規格化）。博多 - 新八代間の工事実施計画追加認可（フル規格化、博多 - 船小屋信号場間着工）[JRTT 1]。
- 2002年（平成14年）
  - 10月25日：全国新幹線鉄道整備法施行令の一部を改正する政令案を公表[報道 1]。
- 2003年（平成15年）
  - 3月20日：九州新幹線の列車愛称が速達型・各駅停車型とも「つばめ」と発表。同時に博多駅 - 新八代駅間で運転する在来線特急の愛称を「リレーつばめ」とすることも発表[72]。
  - 10月1日：運輸施設整備事業団と日本鉄道建設公団が統合し、鉄道建設・運輸施設整備支援機構設立。
- 2004年（平成16年）
  - 3月12日：鉄道建設・運輸施設整備支援機構から申請されていた鹿児島ルートの新八代 - 鹿児島中央間の貸付料について、国土交通省が同日付で年額20.4億円として認可[広報 23]。

#### 部分開業後
- 2004年（平成16年）
  - 3月13日：九州新幹線（鹿児島ルート）新八代駅 - 鹿児島中央駅間 (126.8 km) が開業[2]。新八代駅 - 鹿児島中央駅間に「つばめ」を運転開始[73]。800系が営業運転開始。鹿児島本線の特急「つばめ」は「リレーつばめ」に改称して運転区間を博多駅 - 新八代駅間に短縮。「つばめ」と「リレーつばめ」は新八代駅の同一ホームで接続。並行在来線である鹿児島本線の八代駅 - 川内駅間が、JR九州から肥薩おれんじ鉄道に移管。
  - 6月24日：博多 - 新八代間の工事実施計画追加認可（博多駅ホームの1面2線増設、船小屋駅（仮称）の設置）[74]。[報道 2]。
  - 12月16日：「整備新幹線の取扱いについて」政府・与党中間申し合わせにおいて、新たな財源スキーム（既設新幹線譲渡収入の前倒し活用など）および着工区間が決定。九州新幹線（鹿児島ルート）博多 - 新八代間については「2010（平成22）年度末の完成を目指す」とされた[国交省 4]。
- 2005年（平成17年）
  - 3月25日：全国新幹線鉄道整備法施行令の一部を改正する政令案を閣議決定[広報 24]。
  - 12月26日：博多 - 新八代間の工事実施計画（その2）を追加認可。工事完了予定時期を2010年（平成22年）度末に変更し、完成に向けて駅形態等を認可[広報 19][広報 21][広報 22][広報 25]。
- 2006年（平成18年）
  - 2月13日：博多 - 新八代間線路建設工事およびこれに伴うJR九州鹿児島本線仮線工事並びに県道、市道及び農業用用水路付替工事等について、国土交通大臣より土地収用法に基づく事業認定が公示される[告示 1]。
- 2007年（平成19年）
  - 5月1日：博多 - 新八代間線路建設工事及びこれに伴う附帯工事並びに市道、町道、水路、農業用道路及び農業用水路付替工事について国土交通大臣より土地収用法に基づく事業認定が公示される[告示 2]。
- 2009年（平成21年）
  - 8月4日：九州新幹線（鹿児島ルート） 博多 - 新八代間の工事実施計画追加認可（工事予算が8,920億円に増額）[広報 19][広報 21][広報 22][広報 26]。
- 2011年（平成23年）
  - 3月9日：鉄道建設・運輸施設整備支援機構から申請されていた、鹿児島ルートの博多 - 新八代間の貸付料について、国土交通省が同日付で年額81.6億円として認可[広報 27]。

#### 全線開業後
- 2011年（平成23年）
  - 3月12日：九州新幹線（鹿児島ルート）博多駅 - 新八代駅間 (130.0 km) が開業、山陽新幹線との直通運転を開始[2]。ダイヤ改正の概要は以下の通り。なお、当日は沿線各地で記念式典を開催する予定であったが、前日の11日に起きた東日本大震災を踏まえ全て中止となった。 
    1. N700系7000・8000番台が営業運転開始。
    2. 「みずほ」・「さくら」の運転を開始。
    3. 「つばめ」が各駅停車専用の種別となる。
    4. 特急「リレーつばめ」を廃止。

  - 6月19日：開通100日記念と東日本大震災からの復興を願う「九州新幹線百日祝い」として博多駅などで出発式などを開催[75]。
- 2012年（平成24年）
  - 3月13日：午後4時頃、久留米駅 - 筑後船小屋駅間において、架線へのビニールの付着を発端とする大規模輸送障害が発生。対応の不手際や停電などによりダイヤは全線で終日乱れ、上下計48本が運休、28本が最大およそ8時間遅れ、影響人員は9000人に上った（後述）。
  - 3月17日：ダイヤ改正により次のように変更[広報 5]。
    1. N700系7000番台（JR西日本）の増備完了に伴い、新大阪 - 鹿児島中央間の直通列車を増発。「みずほ」1往復、「さくら」7往復、計8往復を増発した。
    2. 山陽新幹線直通列車の増発に伴い、博多 - 鹿児島中央間の「さくら」を6往復削減。
    3. 新八代駅付近の徐行区間を解除。所要時間を短縮、新大阪 - 鹿児島中央間が最速3時間42分、博多 - 鹿児島中央間が最速1時間17分。
    4. 「つばめ」のうち、上り1本が山陽新幹線新下関駅まで、上り1本が小倉駅まで乗り入れ開始。

  - 11月12日：午前9時頃、新玉名 - 熊本間において、沿線の在来線立体交差化事業の工事で使用していたクレーン車が転倒し、ブームが新幹線下り線の架線に接触する輸送障害が発生。この影響で新玉名 - 新八代間の下り線が停電状態となり、博多 - 新水俣間の上下線で運転を見合わせた。その後クレーンのブームの撤去作業を行い、午後3時頃に運転を再開した。この間、上下計54本が運休、16本が遅れ、12800人に影響が出た（後述）。
- 2013年（平成25年）
  - 3月16日：ダイヤ改正により次のように変更。
    1. 「さくら」の新下関駅発鹿児島中央駅行き・鹿児島中央駅発博多駅行き各1本を広島駅発着に変更。定期列車としては初めて広島駅発着の「さくら」が設定される。
    2. 「つばめ」の山陽新幹線への乗り入れが一旦廃止される。
- 2014年（平成26年）
  - 3月15日：ダイヤ改正により次のように変更。
    1. 「さくら」の全列車が新鳥栖駅と久留米駅に停車。
    2. 利用率が低迷していた博多駅 - 熊本駅発着の定期「さくら」を全て廃止。
- 2016年（平成28年）
  - 4月14日：熊本地震が発生。熊本駅から熊本総合車両所へ回送中の列車が全車両脱線したほか、高架橋の亀裂などの被害が見つかり全線で運行見合わせ[63]。
  - 4月20日：新水俣駅 - 鹿児島中央駅間で運行再開[63]。
  - 4月23日：午後より博多駅 - 熊本駅間で運行本数を減らして運行再開[63]。
  - 4月27日：熊本駅 - 新水俣駅間で運行を再開し、九州新幹線全線で運行再開[63]。
  - 4月28日：山陽新幹線との直通運転を再開[63]。
  - 7月4日：通常本数での運行に戻る。ただし、熊本駅 - 新八代駅間の一部区間では引き続き徐行運転を実施[広報 16]。
- 2017年（平成29年）
  - 3月4日：ダイヤ改正により次のように変更[広報 17]。
    1. 熊本地震の影響による徐行運転を完全に解除し、所定の速度での運転を再開。
    2. 高頻度で（基本的に毎日）運行する臨時「みずほ」を2往復設定。
    3. 「つばめ」の小倉乗り入れ復活。
- 2018年（平成30年）
  - 3月17日 - ダイヤ改正により、1日あたりの運行本数を125本から119本に削減を実施[76]。
- 2019年（平成31年/令和元年）
  - 3月16日：ダイヤ改正により次のように変更
    1. 「みずほ」・「さくら」を含む全列車で九州新幹線内での車内販売を終了[77]。
    2. 久留米駅・川内駅に停車する定期「みずほ」を各1往復設定[注釈 22][広報 28]。

  - 11月28日 - 筑後船小屋駅 - 新大牟田駅間「新みやまき電区分所 」に新幹線で初となる回生電力の融通装置を設置[広報 29]。
- 2020年（令和2年）
  - 5月20日：この日乗車分から事前予約制の「特大荷物スペースつき座席」が開始[広報 30][78]。駅には「荷物サイズ測定台」（手荷物サイザー）が設置される。
  - 7月5日：令和2年7月豪雨の影響で熊本駅 - 鹿児島中央駅間が8日まで運休[79]。
- 2022年（令和4年）
  - 6月25日：EXサービス（エクスプレス予約・スマートEX）開始[広報 31]。
  - 7月1日：JR九州の位置情報システム「どれどれ」に対応し、位置情報配信開始[16]。
- 2023年（令和5年）
  - 10月1日：訪日外国人旅行者向け乗車券「ジャパンレールパス」で、別途専用きっぷ「【ジャパン・レール・パス専用】のぞみ・みずほ利用券」購入により「みずほ」が利用可能となる[80]。
- 2024年（令和6年）
  - 3月16日：東海道、山陽、九州新幹線で喫煙ルームを廃止。非常用の飲料水備蓄庫に転用。これにより日本国内全ての新幹線でタバコが一切吸えなくなる[広報 32][広報 33][広報 34]。

## 付記

### 広報関係

#### キャッチフレーズ
- つばめ、翔ぶ 2004年3月 - 2005年2月
- つばめで、それッ! 2005年3月 - 2006年2月
- あした、つばめと。 2006年3月 - 2006年12月
- 鹿児島スイッチ・福岡スイッチ 2007年1月 - 2009年1月
- つばめ。旅する新幹線。 2009年2月 - 2010年9月
- 新九州起動 2010年10月 - 2011年2月
  - 2010年8 - 9月にかけ「起動」のフレーズと電源スイッチのイラストのみが記されたポスター、吊り広告が掲げられていた。
- 祝! 九州〜九州が、ひとつになる。 2011年3月 - 2011年5月
- 関西! 直結! 新幹線! 2011年3月 -
  - 山陽・九州新幹線直通運転開始に当たってのJR西日本との共同キャッチフレーズ。JR西日本側では「九州! 直結! 新幹線! 」としている。また鹿児島県の関西地区向けキャンペーンにも「本物。鹿児島県」のフレーズとともに使用。
- 新しいところへ行こう 2011年6月 -
  - 「開業百日目」より使用のJR九州のキャッチフレーズ。
- 新幹線で、九州へ。 2011年6月 -
  - JR西日本のキャッチフレーズ。「つなげよう、日本。」（東北新幹線復旧PRのJRグループ共同フレーズ）、「がんばろう日本！」（観光庁の国内旅行振興キャンペーンコピー）、「極情の旅」（2011年秋季熊本・宮崎・鹿児島デスティネーションキャンペーンコピー）などと共に提示。帰省シーズンには「新幹線で、帰ろう。」となる。
- ありがとう！直通1周年〜山陽・九州新幹線〜そして、これからも。 2012年1月 - 2012年3月
  - 公式ロゴタイプの「〜」部分はN700系の先頭車にあしらわれている「西日本と九州が手を結ぶライン」となり、マスコットキャラクターの「みずほっち」「さくらっこ」がライン上で並んで座っている。
- 夢をかなえに、今日行こう。「ドリカム新幹線」 2015年3月 - 2016年3月[広報 35]
- KAGOSHIMA by ROLA 2016年3月 - [広報 36][81]

#### イメージタレント
JR九州採用のイメージタレントとしては、部分開業後当初は、黒木瞳（福岡県出身）が登用された。その後、小西真奈美（鹿児島県出身）が2007年に担当している。以降、全線開業前後を含めてタレントの登用はなかったが、2015年にDREAMS COME TRUEが起用され、キャンペーンソングの楽曲も提供している（後述）。2016年度は「JR九州公式フォトグラファー」の肩書きでローラが起用された。
また、沿線各自治体のうち、熊本県では同県出身で以前より「熊本県宣伝部長」を務めているスザンヌが、久留米市では新たに「久留米ふるさと特別大使」に委嘱された同市出身の田中麗奈が、佐賀県では新鳥栖駅開業ミシヨネール「さがさくらジェンヌ」に委嘱された同県出身の夢乃聖夏・朝夏まなとが、全線開業に並行して自治体のPRを行っている。

#### イメージソング
全線開業のイメージソングとして、「春の行人」が発表された。中孝介・元ちとせの二人ユニット「お中元」名義で、エピックレコードジャパンより2011年3月9日発売。
全線開業後5年目を迎えた2015年には、DREAMS COME TRUEによる「ドリカム新幹線」キャンペーンソングとして、「九州をどこまでも」が発表され、配信限定シングルとして同年4月8日にリリースされた。

#### CM
九州新幹線全線開業の2011年3月にあわせて、JR九州・JR西日本で複数のバージョンのCMが製作された。
JR西日本では「九州! 直結! 新幹線!」キャンペーンの一環として、熊本・鹿児島への観光キャンペーンCMを製作している。CMソングにはゆずの「彼方」（アルバム『2-NI-』に収録）を採用。東北地方太平洋沖地震（東日本大震災）の関係で一旦放送が取りやめになったが、3月下旬から放送が再開された。
JR九州のCMで特筆されるのが、JR九州による全線開業記念イベント「祝! 九州縦断ウェーブ」によるCMである。2011年2月の開業前に鹿児島中央駅から博多駅に向けて走らせた特別列車に向かって沿線から手を振るなどのパフォーマンスの様子を撮影したもので、震災によりCMが自粛された影響からテレビでは九州内で数回しか放映されなかったにもかかわらず、YouTubeなどで公開されたCMの動画が大きな反響を呼んだ。そして、カンヌ国際広告祭（カンヌライオンズ）2011に出展され、アウトドア部門にて金賞、メディア部門にて銀賞、フィルム部門にて銅賞を受賞した。
JR九州では他にも、JACKSON 5の「I Want You Back」をBGMとして、「どうして立ち止まってるの？」「未来は明るいに決まってる」というキャッチコピーと共に九州の歴史を振り返る30秒・45秒バージョンのCMが放送された。

#### 映画
映画『奇跡』（是枝裕和監督）は、鹿児島ルート全線開業を記念してJR九州とジェイアール東日本企画（JR東日本系の広告会社）が企画して製作された。主演はまえだまえだの2人で、2011年6月に全国公開された。

### ドクタートレイン
九州新幹線の列車において実施される急患搬送協力体制のこと。体調が悪くなった客が横になれるように、N700系と800系新幹線車両に設置されている多目的室を活用し、対象は新生児など周産期の緊急治療が必要な患者であるとされる。
元々日本の患者の救急搬送体制には救急車とドクターヘリ等があるが、それらは数が少なく緊急時には利用することができなくなり、更にはヘリでは急激な気圧変化が懸念され、陸上の救急車搬送では振動や長い所要時間で患者に負担をかけることになる上、長距離・長時間運転を行うスタッフにも負担になる という問題があった。そこで高度医療を担う病院が多い拠点都市相互間を、短い所要時間で頻繁に結ぶ新幹線に注目し、医療界がJR側に協力を仰ぎ実現することになった。
JR九州ではN700系と800系の多目的室を活用し、九州・山陽・東海道新幹線の電車を利用して、九州各県相互、および、九州各県から近畿地方・関東地方の病院へ転院が必要な寝たきり患者を想定して、患者を搬送している。2日前までの予約が必要であるが、JR九州は「なるべく前日や当日の要望にも応えていきたい」とし、担当窓口に電話するだけで列車から駅構内の移動まで手配できる体制になっているという。JR九州・JR西日本・JR東海が協議した結果、「車内で手術はしない」「感染力の強い病気の患者の輸送は行わない」との条件で合意した。
救急医療活動において九州新幹線を活用した例として、以下のような事例がある。
- 2010年1月13日、出水市内の産婦人科医院から、鹿児島市立病院に新生児科医師派遣要請があった。同院からスタッフを防災ヘリでピックアップして飛ばそうとしたが、当日は悪天候で（他に救助事案が入った場合に出動しなければならないため）、出水での長時間待機は不可能と判断された。更には救急車の出動も不可能であった。そのため当日運行されていた九州新幹線を利用して医師・看護師・器材を運び、出産後に防災ヘリが出動し新生児を市立病院に運ぶこととなった。医師らは11時19分の電車で鹿児島中央駅を出発して12時頃に出水駅に到着。1時間後に到着した防災ヘリで同病院に戻り、新生児はNICUに無事収容された[91]。
- 2011年4月下旬には、鹿児島市立病院に入院していた当時1歳の男児が「気管軟化症」の治療を東京都内の病院で受けるため、保護者および同病院の医師らが同伴して鹿児島中央駅から新幹線を途中で乗り継ぎ、東海道新幹線東京駅まで移動した。東京駅からは救急車で都内の病院に到着し、無事に手術を受けることができた[92]。

東京方面へは九州新幹線の車両が東海道新幹線に乗り入れていないため、基本的に（対面乗り換えの可能な）岡山駅か広島駅始発の「のぞみ」に乗り換えを計画して行っている。

### 貨客混載事業
佐川急便とJR九州は2021年5月18日から九州新幹線博多駅 - 鹿児島中央駅間で、一日あたり上下1列車ずつ（毎日）、福岡市と鹿児島市の間の宅配便荷物輸送の貨客混載事業を行っている。

### 不具合・輸送障害事例
騒音問題
新八代駅 - 鹿児島中央駅間の試験走行実施時期から、新幹線が地下を走る鹿児島市武岡地区などでは、予想外の振動や騒音が発生して住民から苦情が続出した。JR九州では該当区間で2004年10月1日から減速運転を行い、鉄道建設・運輸施設整備支援機構による騒音軽減に向けた技術開発試験の一環として薩摩田上トンネル内の路盤改良などの工事に着手した。騒音軽減の効果が確認できた、2011年3月12日より、同トンネル内での減速運転が解除された。
トンネルコンクリート片落下事故
2010年7月23日に九州新幹線運行開始以来初のコンクリート剥落事例が川内駅 - 鹿児島中央駅間の第三梅木トンネルで確認された。内容は上り線の線路脇外側でトンネル入り口にある緩衝工内側のコンクリート片（縦約40 cm、横約26 cm、厚さ約3 cm、重さ約3 kg）が剥がれて落下しており、同日午前1時40分頃に点検中のJR九州作業員が発見したが、列車運行への支障はなかった。
2012年6月20日には、川内駅 - 鹿児島中央駅間の塩鶴トンネルで100グラムのコンクリート片が落下しているのが発見された。未明に保線作業点検中の作業員が発見したが、列車運行への支障はなかった。
架線支障による輸送障害
2012年3月13日午後4時ごろ、久留米駅 - 筑後船小屋駅間で、架線に農業用ビニールシートが引っ掛かっているのを、同区間走行中のさくら557号の運転士が見つけ緊急停止。上下線で運転見合わせとなった。約2時間後にビニールシートは撤去されたが、さくら557号は送電停止のために押した保護接地スイッチ (EGS)が溶着。停電状態で解除に手間取っている間に、車両の蓄電池の電圧低下で自力走行不能となり、後続列車を連結してようやく運転再開となった。この影響で乗客数人が体調不良を訴え、上下計45本が運休、28本が最大7時間51分遅れ、約9000人に影響が出た。EGSの溶着は山陽新幹線では数年に1回程度起きており、JR西日本では対策を定めているが、JR九州は当時対処法をマニュアル化していなかった。
沿線工事のクレーン車転倒による輸送障害
2012年11月12日午前9時8分頃、新玉名駅 - 熊本駅間の熊本市中央区横手付近において、沿線の鹿児島本線連続立体交差化事業の工事を施工していた大型のクレーン車が、走行中に乗り上げた地面の下にある暗渠（埋設水路）の陥没によって転倒し、クレーンのブームが新幹線下り線の架線に接触した。この影響で新玉名駅 - 新八代駅間の下り線が停電状態となり、下り線は博多駅 - 新水俣駅間で運転見合わせ、程なくして上り線もクレーンのブーム撤去作業のため、同区間で運転を見合わせた。その後クレーンのブームの撤去作業を行い、午後3時15分に運転を再開した。この影響で、上下計54本が運休、16本が遅れ、12800人に影響が出た。運転見合わせの間、博多駅 - 八代駅間の在来線では振替の臨時特急列車が運行され、新八代駅 - 新水俣駅間ではバスによる代行輸送が行われた。クレーン車が転倒した原因について、当該工事を管理していたJR九州は陥没した暗渠に対して適切な防護処置を施していなかったためとしている。また、影響人員が多大だったことから、国土交通省九州運輸局は11月12日付で、JR九州に対して警告文書を発出した。

## 路線形態詳細

### 地理

#### 通過する自治体
- 福岡県
  - 福岡市（博多区 - 南区） - 春日市 - 那珂川市
- 佐賀県
  - 鳥栖市
- 福岡県
  - 久留米市 - 筑後市 - みやま市 - 大牟田市
- 熊本県
  - 玉名郡南関町
- 福岡県
  - 大牟田市
- 熊本県
  - 玉名郡南関町 - 玉名市 - 玉東町 - 熊本市（北区 - 西区 - 中央区 - 西区 - 南区） - 宇土市 - 宇城市 - 八代郡氷川町 - 八代市 - 葦北郡芦北町 - 葦北郡津奈木町 - 水俣市
- 鹿児島県
  - 出水市 - 阿久根市 - 薩摩川内市 - いちき串木野市 - 日置市 - 鹿児島市